# Bonifacio
Pour les articles homonymes, voir Bonifacio (homonymie).
Bonifacio (en français : /bɔnifasjo/ ; en bonifacien : Bunifazziu /bunifat͡sju/ ; en corse : Bunifaziu /buniˈvad͡zju/) est une commune française située dans la circonscription départementale de la Corse-du-Sud et le territoire de la collectivité de Corse. Elle appartient à l'ancienne piève de Bonifacio dont elle était le chef-lieu.

## Géographie
Les communes limitrophes sont Figari, Porto-Vecchio et Sotta.

### Situation
Bonifacio, située à l'extrême sud de la Corse, est la commune la plus méridionale de la France métropolitaine.
Au sud, les bouches de Bonifacio séparent la Corse de la Sardaigne italienne.
Elle constitue après Porto-Vecchio la deuxième agglomération de l'Extrême sud de la Corse, qui s'étend depuis Bonifacio jusqu'à Sari-di-Porto-Vecchio au nord et Monacia-d'Aullène à l'ouest en passant par Figari et son aéroport.
Communes limitrophes

### Géologie et relief

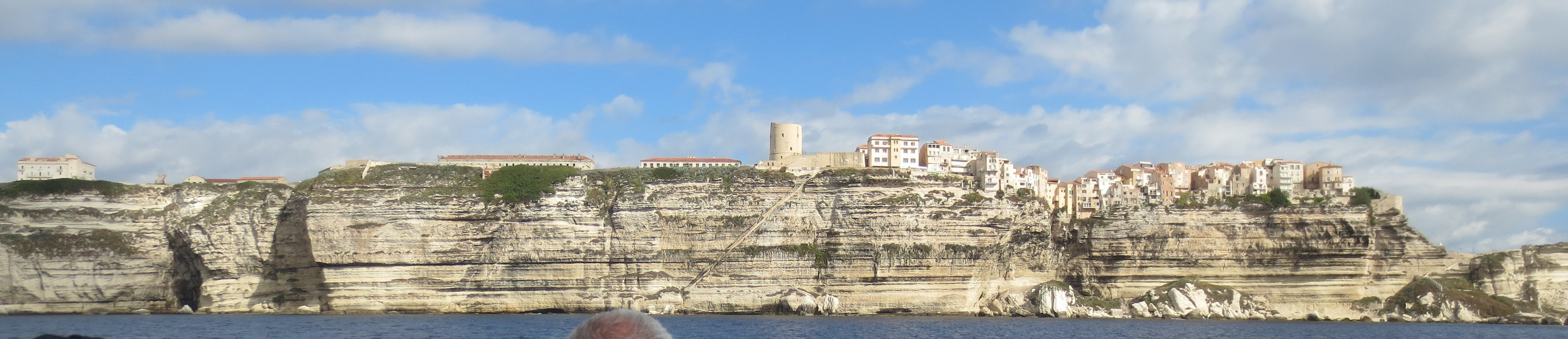
Vue panoramique de Bonifacio perchée sur ses falaises.

Dès 1833, les terrains néogènes de Bonifacio sont signalés par J. Reynaud  dans une note publiée dans les Mémoires de la Société géologique de France (n° 20). « L'âge des couches de Bonifacio correspondant très probablement au calcaire moellon du Midi et à la mollasse des Martigues, de Cucuron et de Saint-Paul-Trois-Châteaux ». En 1886, l'îlot de Néogène de Bonifacio est soigneusement étudié par Pérou (n° 114) qui en donne la description suivante : 

« Tantôt les premières assises disparaissaient, affleuraient ou étaient supérieures au niveau actuel de la mer ; qu'en de nombreux endroits l'érosion les avait totalement enlevées en ne laissant que le substratum de granite, et cela aussi bien sur les bords de la mer, par exemple, entre les ruisseaux de Canalli et de Balava, qu'à l'intérieur des terres, entre les collines de Sappa et de Finocchio. »

— D. Hollande in Géologie de la Corse, Bulletin de la Société des Sciences historiques et naturelles de la Corse - Éditeur Veuve Ollagnier Bastia, janvier 1917  p. 237-238.
Les sédiments du Néogène de Bonifacio forment à l'extrémité sud de la Corse un plateau élevé entre 60 et 80 mètres, d’une superficie de 60 km2, reposant en plein sol granitique. La mer a fortement rongé, miné à la base, cet immense bloc ; les constructions élevées sur le bord des falaises « donnent l'impression d'une chute prochaine, bien qu'un tel état des choses dure depuis des siècles et ne trouble en rien la quiétude des habitants. ». La surface de ce plateau est découpée par des fentes, de petites vallées, qui la transforment en une table mamelonnée à monticules s'élevant jusqu'à 80 mètres d'altitude. La falaise que domine le phare de Capo Pertusato comprend essentiellement des mollasses graveleuses et des calcaires blancs.
Les sédiments néogènes de Bonifacio comprennent sept couches avec fossiles identifiés, qui sont de haut en bas : 
- De l’Helvétien : 7 - Des calcaires assez tendres, grisâtres ; 6 - Des calcaires blancs subcrayeux ; 5 - Des calcaires durs, jaunâtres ou d'un gris blanc ;
- Du Burdigalien : 4 - Des marnes ou des marno-calcaires ; 3 - Des calcaires verdâtres et des marnes sableuses, grises, ocreuses, quelquefois à grains de granite, où les fossiles sont nombreux ; 2 - Des calcaires ou des marno-calcaires ; 1 - Des lits de galets, de gravier et de sable.

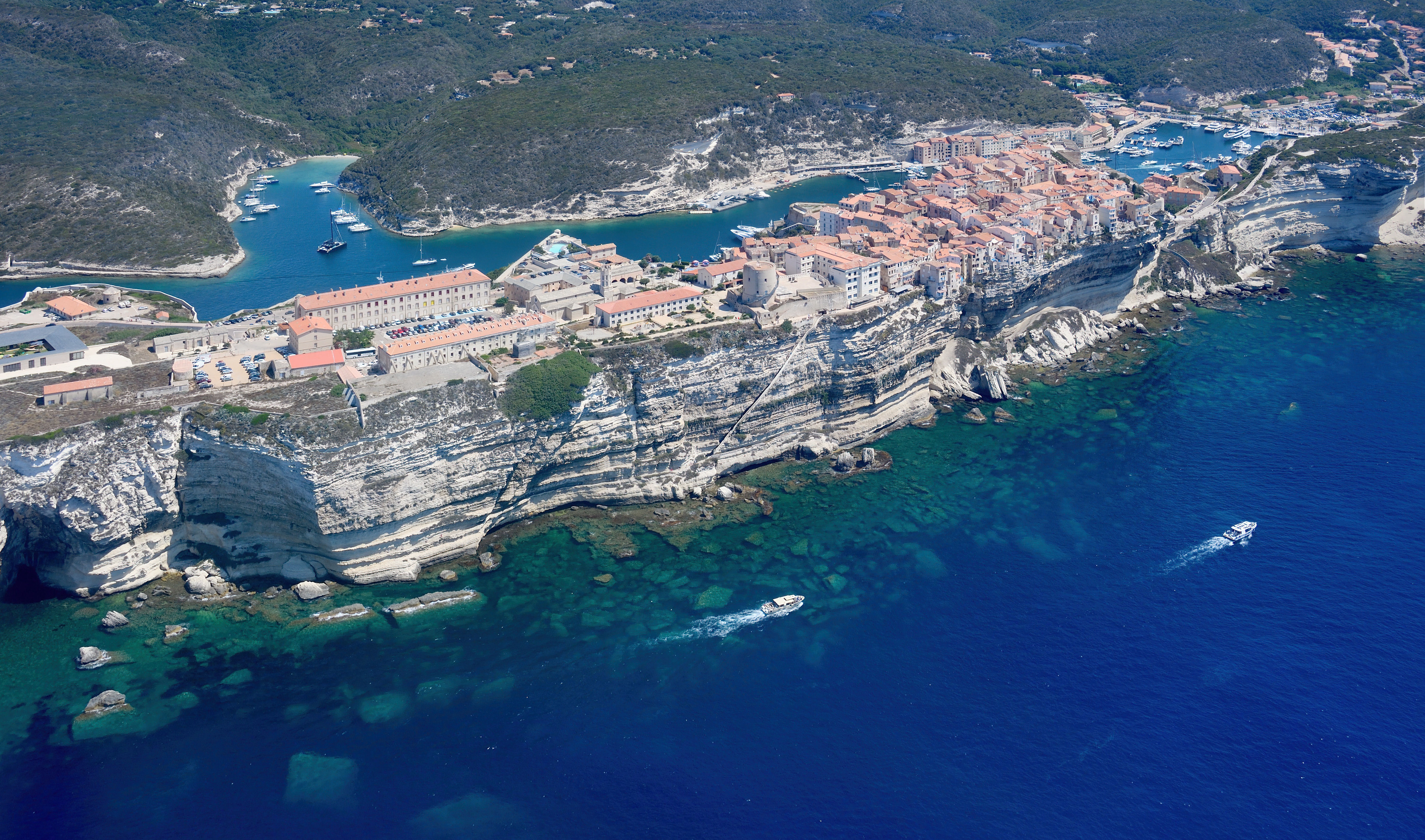
La vieille ville surplombant les falaises de calcaire.
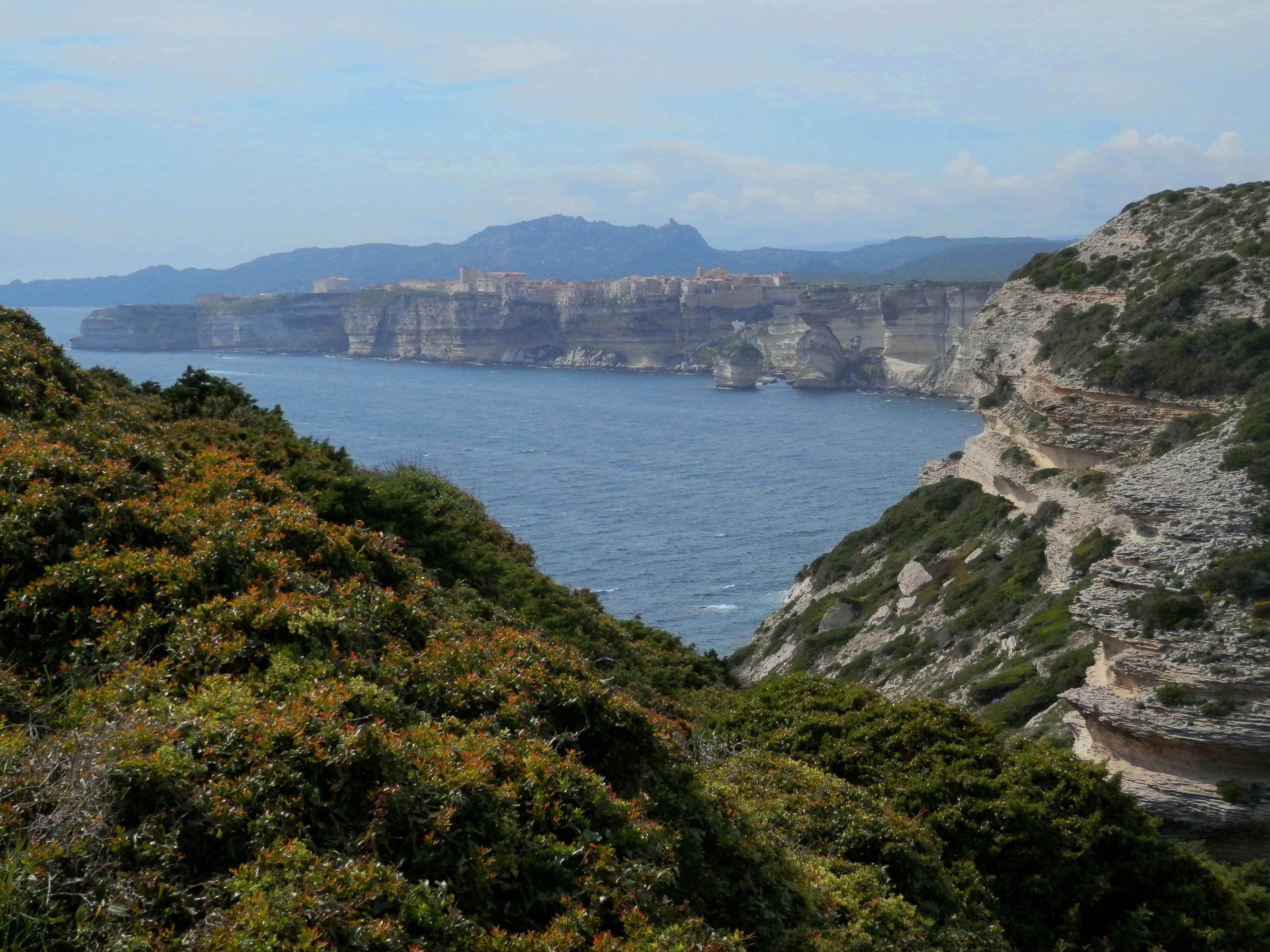
Bonifacio depuis le Capo Pertusato.
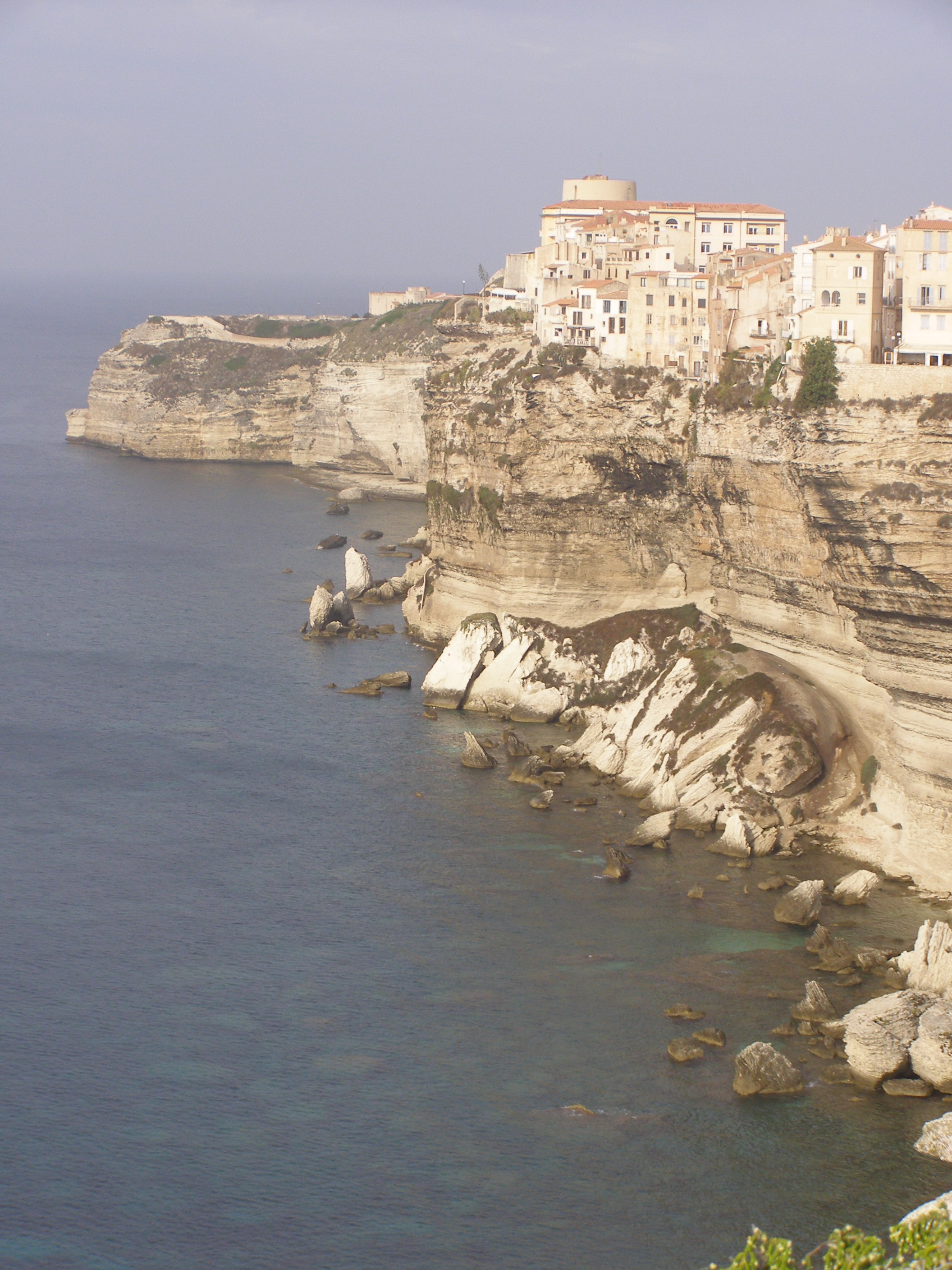
Une autre vue sur la ville haute.

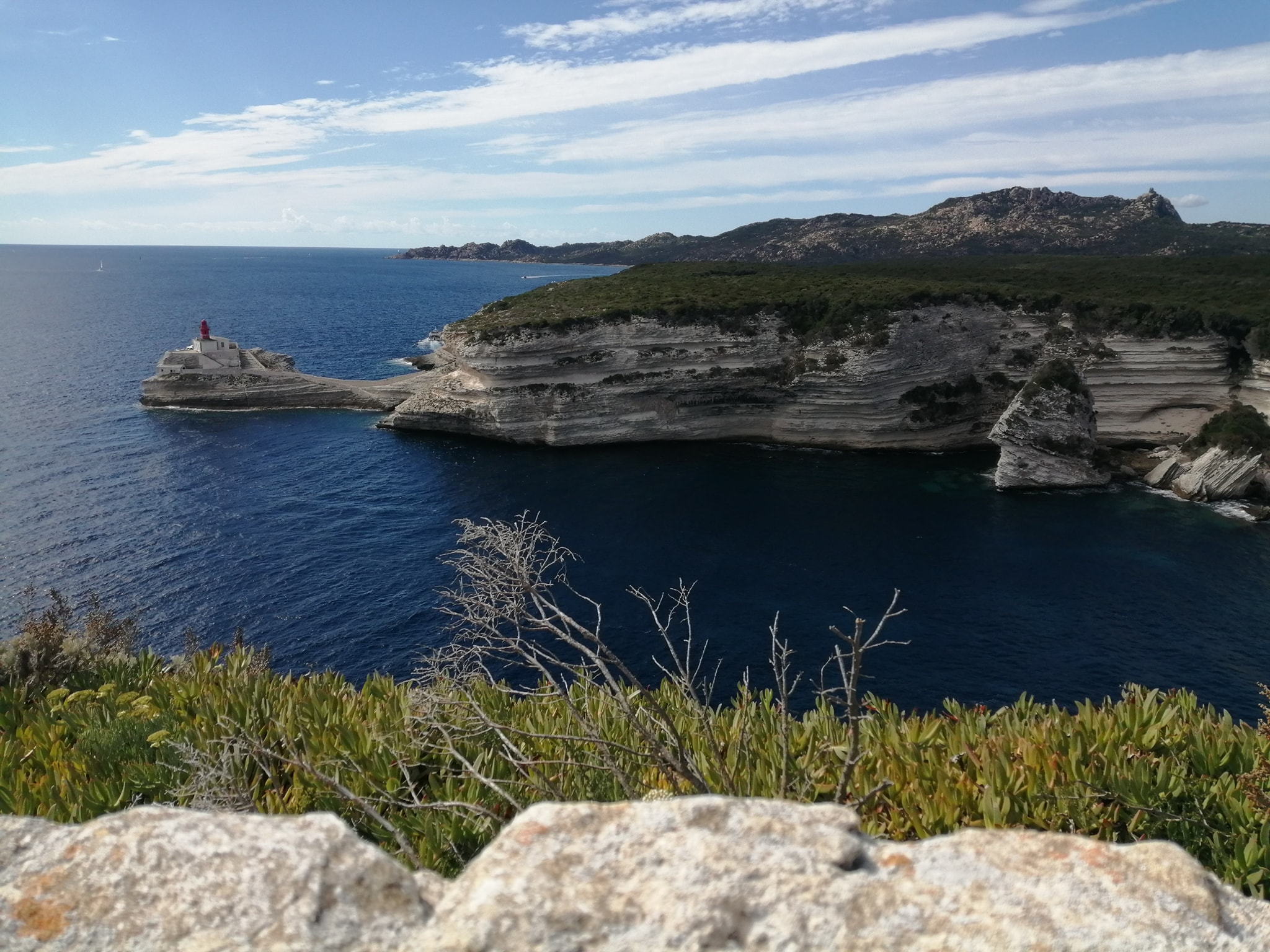
Vue sur le phare de La Madonetta, sur situé sur la presqu'île
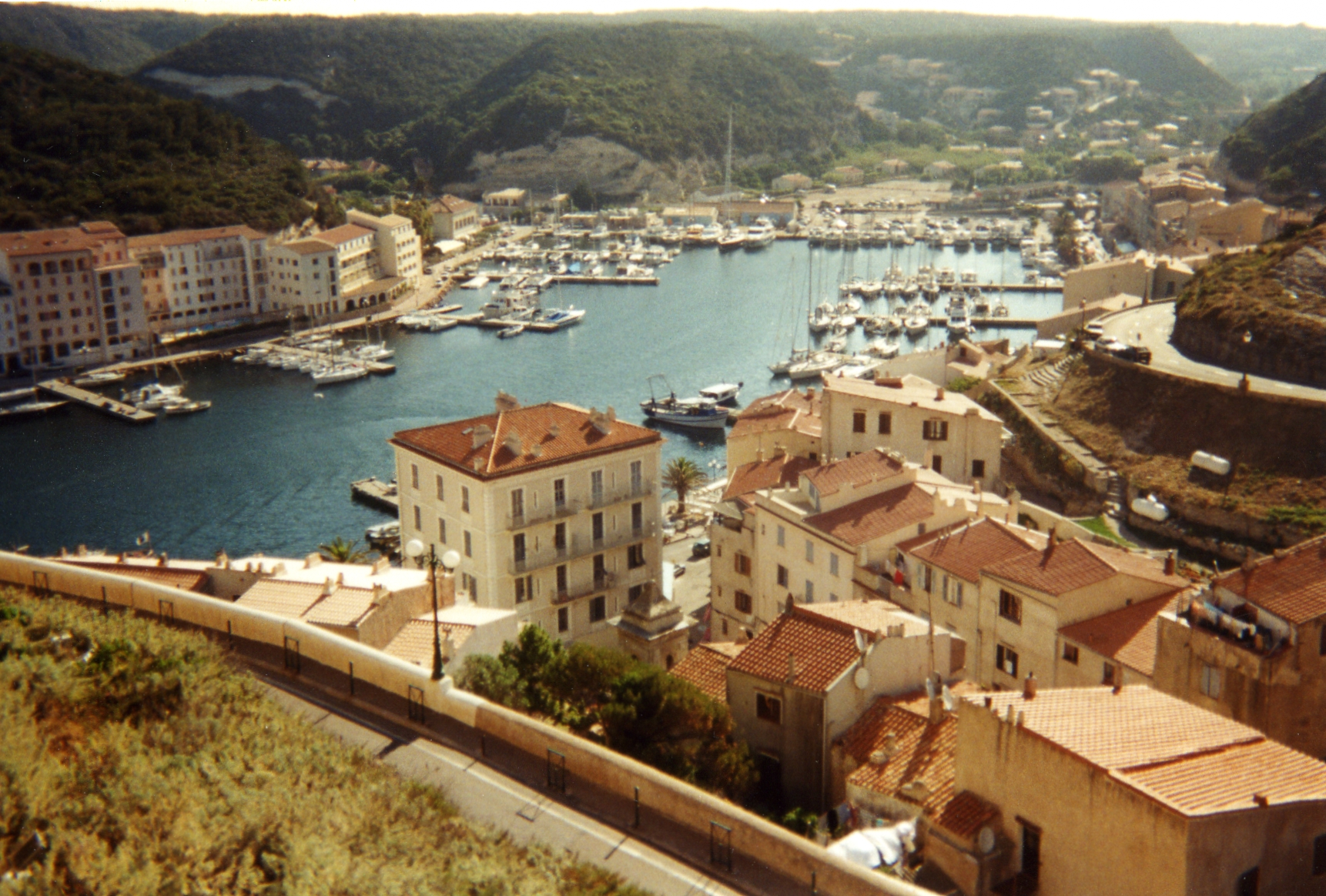
Vue du port de Bonifacio.
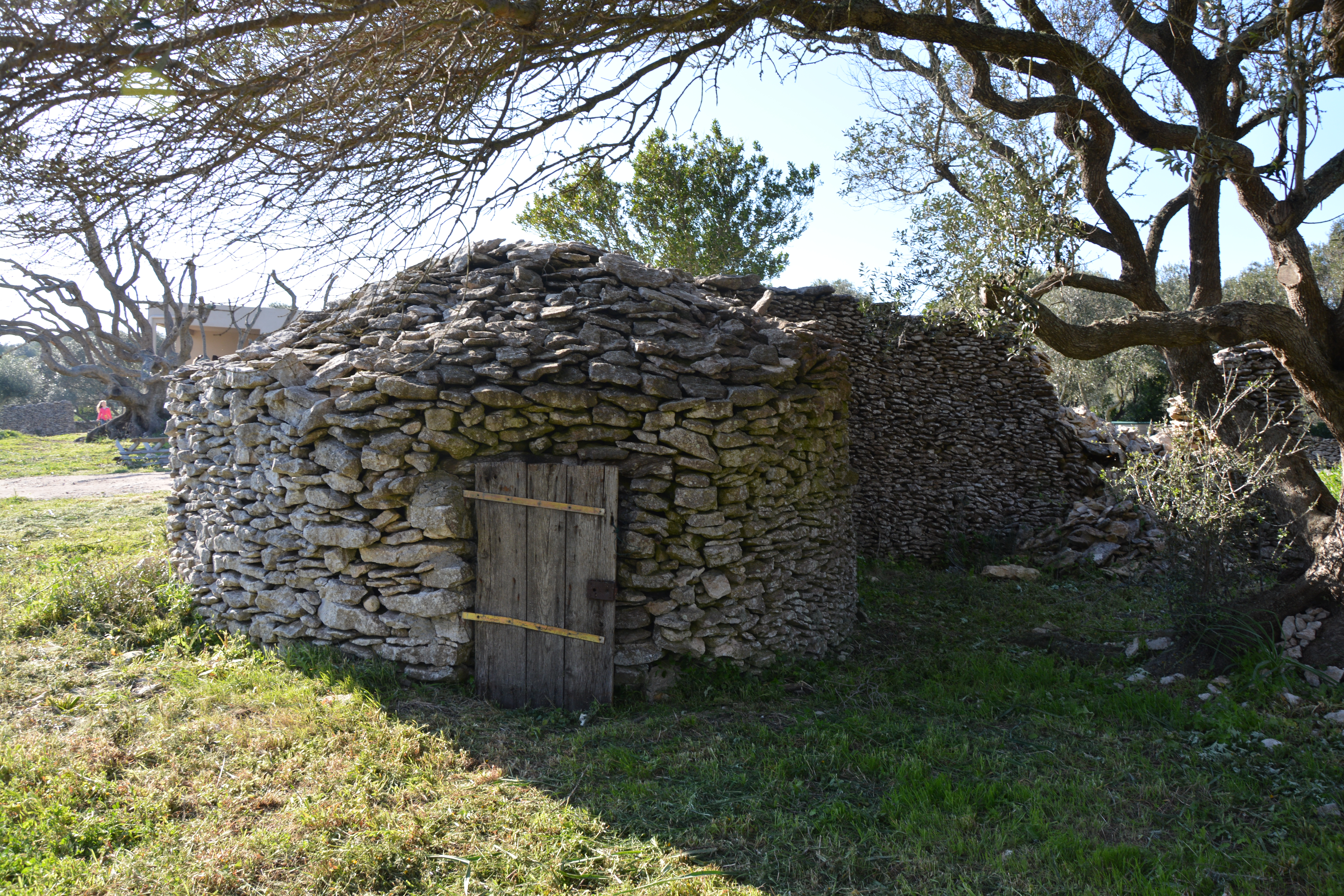
Un baracun (cabane en pierres sèches).

### Hydrographie et les eaux souterraines
Les bouches de Bonifacio sont connues pour leur hydrodynamisme violent et la présence d'écosystème marin riche et complexe, géré par une réserve internationale,.

### Climat et végétation
Climat classé Csa dans la classification de Köppen et Geiger.
Bonifacio étant située sur un substrat calcaire, et du fait de sa position géographique, elle bénéficie d'une biodiversité exceptionnelle. De nombreuses espèces endémiques ou de Sardaigne sont présentes,.

## Urbanisme

### Typologie
Au 1er janvier 2024, Bonifacio est catégorisée bourg rural, selon la nouvelle grille communale de densité à sept niveaux définie par l'Insee en 2022.
Elle appartient à l'unité urbaine de Bonifacio, une unité urbaine monocommunale constituant une ville isolée,. La commune est en outre hors attraction des villes,.
La commune, bordée par la mer Méditerranée, est également une commune littorale au sens de la loi du 3 janvier 1986, dite loi littoral. Des dispositions spécifiques d’urbanisme s’y appliquent dès lors afin de préserver les espaces naturels, les sites, les paysages et l’équilibre écologique du littoral, tel le principe d'inconstructibilité, en dehors des espaces urbanisés, sur la bande littorale des 100 mètres, ou plus si le plan local d’urbanisme le prévoit.

### Occupation des sols
L'occupation des sols de la commune, telle qu'elle ressort de la base de données européenne d’occupation biophysique des sols Corine Land Cover (CLC), est marquée par l'importance des forêts et milieux semi-naturels (86 % en 2018), néanmoins en diminution par rapport à 1990 (88,7 %). La répartition détaillée en 2018 est la suivante : 
milieux à végétation arbustive et/ou herbacée (63,6 %), espaces ouverts, sans ou avec peu de végétation (22 %), zones agricoles hétérogènes (10,3 %), zones urbanisées (1,4 %), espaces verts artificialisés, non agricoles (0,9 %), prairies (0,5 %), eaux maritimes (0,5 %), forêts (0,4 %), zones industrielles ou commerciales et réseaux de communication (0,2 %), mines, décharges et chantiers (0,1 %). L'évolution de l’occupation des sols de la commune et de ses infrastructures peut être observée sur les différentes représentations cartographiques du territoire : la carte de Cassini (XVIIIe siècle), la carte d'état-major (1820-1866) et les cartes ou photos aériennes de l'IGN pour la période actuelle (1950 à aujourd'hui).

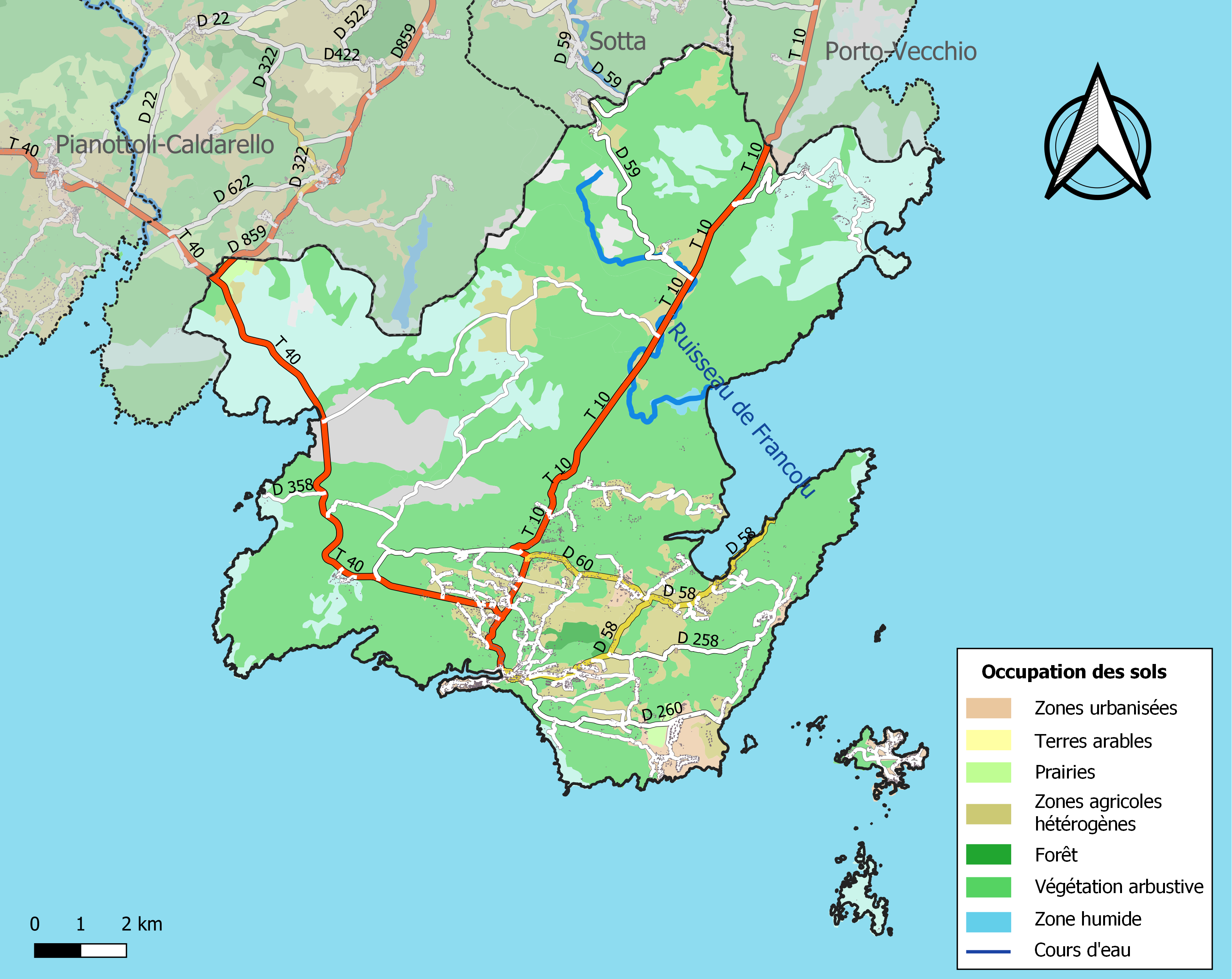
Carte des infrastructures et de l'occupation des sols de la commune en 2018 (CLC).

### Morphologie de la commune
La ville comporte un port et une citadelle. Celle-ci est établie sur un cap dominant la mer par une falaise qui est une « veine » de calcaire, roche assez rare en Corse dont le sol est plutôt granitique. Ce cap est long de 1 600 mètres et large de 100 mètres.
Son arrière-pays, "le Piali", autrefois importantes terres agricoles, est connu pour ses baracun (mot issu du dialecte bonifacien), constructions en pierres sèches apparentées aux bories provençales.

### Planification
La commune dispose d'un plan local d'urbanisme et d'une Aire de mise en valeur de l'architecture et du patrimoine.

### Voies de communication et transports

#### Accès routiers
La ville est distante, par route, de :
- 18 km de Figari,
- 28 km de Porto-Vecchio,
- 49 km de Conca,
- 51 km de Sartène,
- 63 km de Propriano,
- 98 km d'Aléria,
- 129 km de Cervione,
- 130 km d'Ajaccio,
- 145 km de Corte,
- 170 km de Bastia,
- 171 km de Vico,
- 180 km de Saint-Florent,
- 206 km de l'Île-Rousse,
- 210 km de Rogliano,
- 230 km de Calvi.

#### Ports
- Port de Bonifacio, petit port de plaisance et de pêche, mais les compagnies maritimes régulières du continent desservent le port de Porto-Vecchio[16] dotée d'un port de commerce et d'une gare maritime.
- Le Ferry "Giraglia" de la Moby Line, dessert l'île de Sardaigne depuis un quai adossé à la falaise.

#### Transports aériens
- L'aéroport le plus proche est l'aéroport de Figari-Sud-Corse (à 18 km au nord).

## Toponymie
Bonifacio était anciennement nommée Calcosalto. Elle tient son nom de Boniface II, marquis de Toscane.
Auparavant, était mentionnée à l'extrême sud de la Corse une cité antique appelée « Pallae » dont le nom s'est conservé pour désigner le détroit entre Corse et Sardaigne et la campagne autour de Bonifacio (cette dernière est aujourd'hui appelée « Piali »).
En langue corse, la commune se nomme [buniˈvad͡zju] et s'écrit Bunifaziu.
En bonifacien, dialecte ligurien, cela s'écrit Bunifazziu.

## Histoire

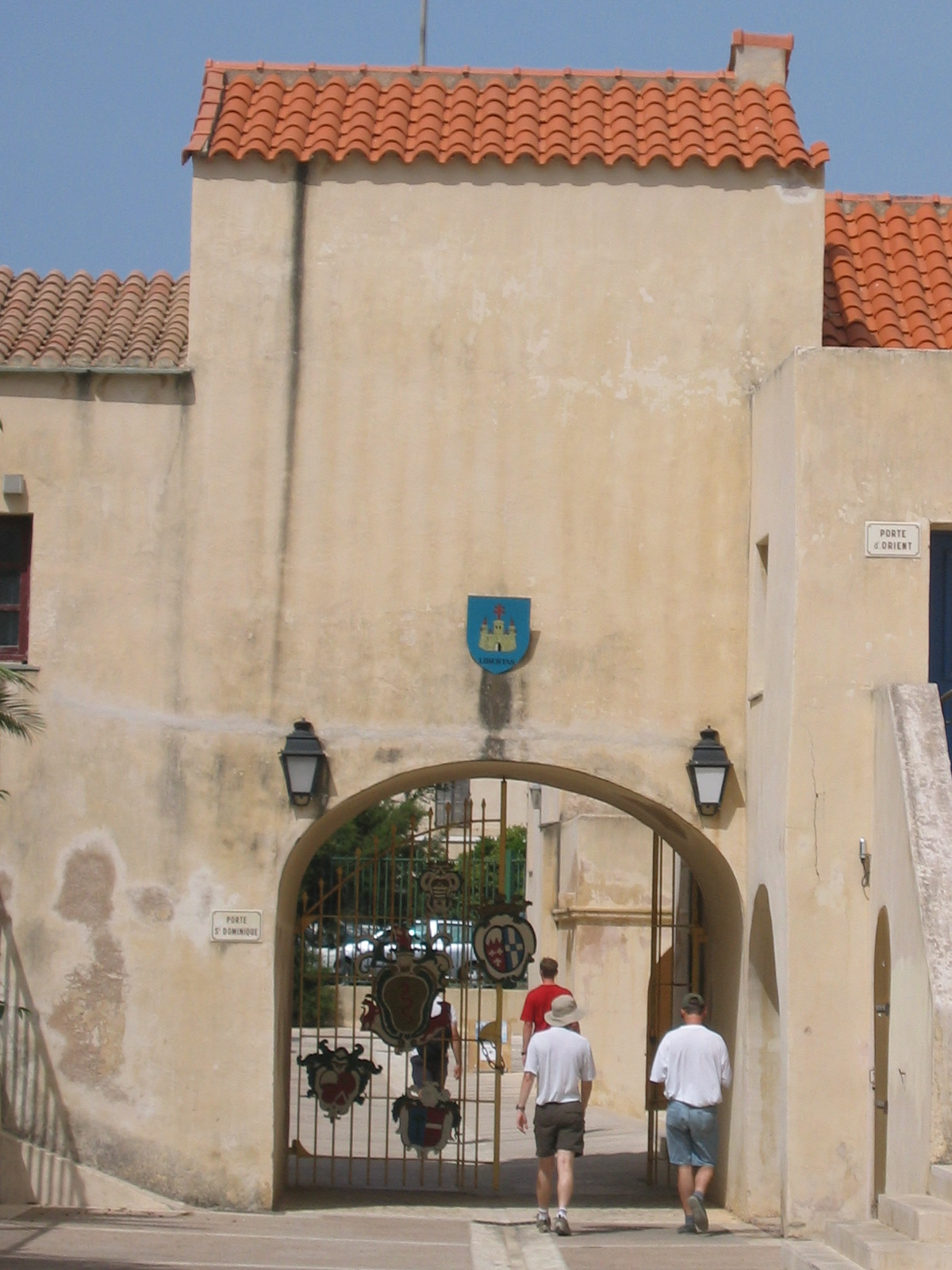
Porte Saint-Dominique / Porte d'Orient.

L'origine de la ville actuelle de Bonifacio n'est pas vraiment connue avec précision, mais des dates approximatives indiquent sa refondation entre 828 et 833 par Boniface II de Toscane qui lui donna son nom actuel. L'histoire attestée de Bonifacio remonte en 1195 mais la ville fut colonisée par les Génois qui imposèrent à la ville des modifications militaires structurelles importantes (et qui créèrent la citadelle actuelle).
Comme tous les ports de commerce, son histoire a été relativement mouvementée notamment par un conflit guerrier entre Pise et Gênes, ces deux républiques se disputant avec acharnement sa citadelle qui était un maillon stratégique militaire et un complexe portuaire sans égal en Corse. Dans un premier temps, Pise fut maîtresse des lieux jusqu'à la fin du XIIe siècle.
Le roi Alphonse V d'Aragon, maintint en 1420 un siège pendant cinq mois avant de baisser les armes face à l'intouchable cité qu'était Bonifacio.
Bonifacio a subi au cours des siècles, de multiples attaques ; mais la plus terrible fut celle de la peste qui en 1528 fit plus de 4 300 morts dans la cité qui à cette époque comptait 5 000 habitants. Les murailles imprenables se révélèrent inutiles face à ce fléau. La chapelle Saint-Roch, à l'entrée de la ville, reste un témoignage de la fin de cette sombre période. On y fait toujours une procession qui rappelle que c'est en ce lieu, où est mort le dernier Bonifacien atteint de la maladie, avant la fin de la peste.
En 1553, encore très affaiblie par le passage de la peste, Bonifacio subissait une nouvelle attaque et dut se rendre à Dragut, un ancien corsaire turc dont on dit qu'il avait été commandité par le maréchal des Thermes. La ville assiégée capitula pour la première fois et fut mise au pillage.
Le roi François Ier de France prend possession d'une ville détruite et dépeuplée que les Français commencent à reconstruire, mais qui, en vertu du traité de paix passé en 1559, est rendue à la république de Gênes.

### Préhistoire
Le site était déjà occupé depuis le Néolithique, comme en témoignent les découvertes des archéologues François de Lanfranchi et Michel Claude Weiss, en 1972, sous la grotte dite de l'Araguina, à l'entrée de la ville. Le squelette d'une femme, la Dame de Bonifacio, a été daté entre 6500 et 7000 avant Jésus-Christ.
D'autres fouilles archéologiques, conduites le long du littoral et dans l’arrière-pays, montrent que la baie fut occupée dès l’époque néolithique (5000 à 2500 av. J.-C.).

### Antiquité
Selon Ptolémée, le sud de l'île était occupé par le peuple des Subasani ; ce territoire comprenait les civitates d'Alista et de Pallas, avec les ports Favonius et Syracusanus. Pallas ou Palla (Var. Pallas, Palas, Palmas, Plenas.), point terminus de l'itinéraire d'Antonin, est identifié, à juste titre, par la plupart des géographes avec Bonifacio.
L'itinéraire maritime d'Antonin, probablement dressé au IVe siècle de notre ère, appelle fretum Gallicum le détroit qui sépare la Corse de la Sardaigne, mentionne la voie romaine qui de Mariana aboutissait à Palla.
S'il ne cite pas Palla, Ptolémée parle du Pitanus, se trouvant au sud de Figari et au nord de Bonifacio (Palla), qui ne peut être que le ruisseau de Ventilegne.
Avec l’Empire romain, la paix favorise les échanges entre les cités maritimes. Abri pour les flottes marchandes, le port devient aussi une base commerciale entre la Sardaigne proche et la Corse, au sein de la province romaine de Sardaigne-Corse. L’urbanisation du port s’adapte au développement, nécessitant la nomination d’un praeses, autrement dit un préfet, pour son administration.

### Moyen Âge

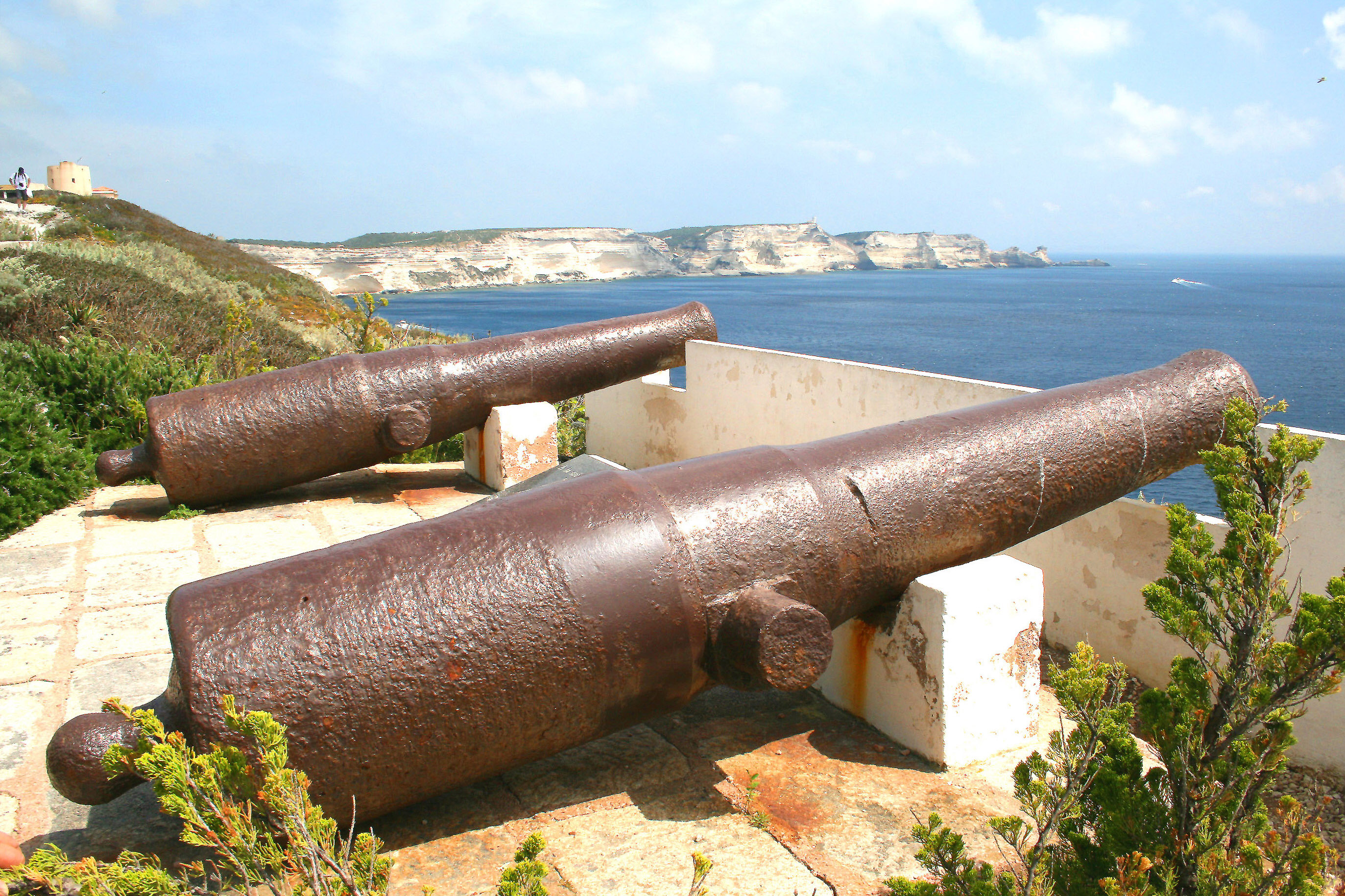
Canons de la citadelle de Bonifacio.

- 809, l'annaliste de Saint-Bertin rapporte que les Sarrazins, partis d'Espagne, envahissent la Corse et qu'un samedi de Pâques, ils ont détruit toute une ville et emporté ses habitants, ne laissant que quelques vieillards parmi lesquels se trouvait l'évêque.
- 825, l'empereur Louis le Pieux envoie en Corse son fils Lothaire, puis Boniface II de Toscane pour en chasser les pirates Maures.
- 832, Boniface II de Toscane fortifie ou construit un château au lieu-dit Calcosalto qui prend le nom de Bonifacio.
- 1012, Guillaume Malaspina, marquis de Massa, que certains auteurs ont fait descendre d'Obert Opizzo, marquis de Toscane, débarque en Corse à l'instigation du pape Benoît VIII pour chasser les Sarrazins et réduire à soumission les seigneurs.
- 1014, défaite du roi Abu Hosein Mogehid et fin de l'occupation par les Sarrasins, définitivement battus par la coalition des flottes de Pise et de Venise commandées par Guillaume Malaspina, marquis de Ligurie, général des Galères pontificales.
- 1070, brève présence à Bonifacio de Génois qui y sont prêteurs.
- 1073, Mathilde de Toscane, comtesse de Corse, fait don de ses États de Corse à l'Église, Grégoire VII ratifie la donation. Un légat pontifical est nommé pour administrer civilement la Corse.
- 1077, Grégoire VII confie l'administration de l'île à l'évêque de Pise.

#### Rivalité entre Gênes et Pise
- 1091, les Pisans évincent le Légat et prennent possession de la Corse.
- 1095, le légat Dagobert assiste à l'assemblée de Notre-Dame-du-Puy en Auvergne.
- 1133, 19 mars, le pape Innocent II érige Gênes en archevêché dont il fait dépendre les évêchés corses de Mariana, Nebbiu et Accia, tandis que ceux d'Aléria, de Sagone et d'Ajaccio dépendent de l'archevêché de Pise. Il cherche ainsi à maintenir un équilibre entre les influences des deux républiques et d'établir la paix.
- 1134 les galères pisanes et génoises s'affrontent dans toute la Corse.
- 1138, le Génois Fulcone di Castello, prend de sa propre initiative et à l'aide de ses dix galères, Bonifacio aux Pisans.
- 1139, la république de Pise reprend Bonifacio aux Génois.
- 1140, les guerres entre les partis pisans et génois font sombrer toute la Corse dans l'anarchie.
- 1146, le pape pisan Eugène III confirme aux Pisans leurs droits et possessions en Corse.
- 1175, excédé par les abus des Pisans, le pape Alexandre III ne leur reconnaît plus de privilèges.
- 1181, profitant de la célébration d'un mariage, les Génois prennent par surprise la ville.
- 1181, novembre, le pape toscan Lucius III confirme à Pise sa souveraineté sur la Corse.
- 1187, les Pisans reprennent Bonifacio et construisent un nouveau fort.

Lois et statuts
Le Libro rosso était un recueil d'anciens statuts génois débutants en 1187, aujourd'hui perdus, qui accordent à Bonifacio le droit de battre monnaie et de produire du sel.
- 1195, les Génois reprennent définitivement Bonifacio et en chassent tous les habitants, sauf trente familles, puis repeuplent la ville avec 400 familles ligures.
- 1195, premiers Statuts génois de Bonifacio ou 'Capitoli'. Le premier podestat est Marcellin Drudo.
- 1196, les Pisans tentent de reprendre la place par la force mais sont repoussés par le capitaine génois Ansalde Garacco.
- 1198, le Génois Guillaume d'Ingone-Tornello fortifie la citadelle et protège le port avec dix galères.
- 1203, une amende très lourde payée par des bandits ligures à Gênes est utilisée pour renforcer le château de Bonifacio.
- 1211, l'empereur germanique Otton IV, allié de la  république de Pise, exige que la république de Gênes leur restitue Bonifacio.
- 1216 de retour d'Égypte où il participait à la Cinquième croisade, François d'Assise fait escale à Bonifacio où il passe une saison.
- 1217, le pape Honorius III met sous sa protection Bonifacio qui est l'objet de luttes entre Pise et Gênes.
- 1238, le testament de Maestro Guglielmo atteste l'existence d'un service municipal de santé.
- 1258, 4 décembre, Lazare della Rocca reconnaît, pour son frère Giudice, la souveraineté de Gênes à laquelle il fait don d'une partie de ses possessions bonifaciennes.
- 1259, 10 janvier, ratifie l'acte de vassalité et les donations à la République de Pise devant plusieurs témoins, notables de Bonifacio.
- 1266, les 27 galères commandées par l'amiral génois Lanfranco Borborino, embarquent du port pour chasser les navires vénitiens qui croisent au large de la Sardaigne.
- 1270, construction par les Templiers d'une église qui prend le vocable de Saint-Dominique pour honorer les Dominicains qui s'y établissent.
- 1272 Ajaccio est créé par les Génois comme colonie sur le modèle de Bonifacio, 100 familles ligures s'y établissent.
- 1276, 11 décembre, le podestat Pascal da Mare reçoit l'hommage à la république de Gênes de Ghiudice de Cinarca.
- 1278, 20 janvier, le podestat Pierre Mathieu Doria reçoit l'hommage à la république de Gênes de Ghiudice de Cinarca.
- 1278, 16 mai, nouveaux privilèges accordés à la Cité par la république de Gênes.
- 1280, Pierre-Mathieu Doria (Pier Matteo Doria) est podestat de Bonifacio. Le 20 janvier, Giudice lui renouvelle le serment de fidélité aux Génois[22],
- 1285, les Génois de Bonifacio arraisonnent et prennent trois navires pisans à Porto-Vecchio. Avec la bataille navale de la Meloria les Pisans sont contraints d'abandonner la Corse.
- 1290, 29 janvier, Inghetto Doria, qui continue la guerre contre Ghiudice de Cinarca commencée par son frère Luchetto, revient à Bonifacio où il le trouve très malade.
- 1296, le pape Boniface VIII donne à la Corse le titre de royaume.

#### Lutte entre Gênes et l'Aragon
- 1297 4 avril, le pape Boniface VIII donne la Corse et la Sardaigne en fief perpétuel au roi Jacques II, roi d'Aragon, de Sicile et de Majorque.
- 1300, la ville compte environ 3 000 habitants.
- 1318, construction sous la loggia de la citerne qui recueille les eaux de pluie des toits.
- 1321, 6 février, nouveaux privilèges et nouveaux statuts.
- 1331, Aitone Doria est vicaire de la Commune de Gênes en Corse. Il pactise avec Ranieri da Cozzi, alors maître du château de Cinarca et jusque-là partisan d'Alphonse IV d'Aragon.
- 1336, trahissant Ranieri, Aitone s'empare de Cinarca et se tourne vers le principal seigneur du sud, Arrigo Strambo de Laitala, oncle de Ranieri. Ils concluent un pacte d'alliance à Bonifacio, pour la conquête de l'ile. Arrigo Strambo mort l'année suivante, Doria vend Cinarca.
- 1343, inauguration de l'église Saint-Dominique, reconstruite sur les ruines de celle des Templiers.
- 1346, novembre, débarquement des troupes de Pierre IV d'Aragon, sans succès.

#### La Corse génoise
- 1347, avril, Nicoloso de Levante, vicaire génois et podestat de Bonifacio, reçoit la soumission des seigneurs Cinarchesi : Guglielmo et Rusteruccio della Rocca, Lupo et Arrigo d'Ornano.
- 1347, 29 novembre, décret ouvrant un emprunt de 500 livres génoises et constitution d'une société à 500 actions pour l'acquisition de (du commerce avec) la Corse. Les avances sont faites par la Maona, société financière pour le commerce de l'alun. Avec les fonds empruntés, un armement naval envoie à Bonifacio une flotte commandée par Thomas da Murta, parent du doge Giovanni. Épidémie de peste dans toute l'île.
- 1358, loi génoise interdisant à tous les habitants le port d'une arme.
- 1362, le pape Urbain V confirme au roi Pierre IV d'Aragon la suzeraineté sur la Corse, à condition de renoncer définitivement à toute prétention sur Bonifacio,
- 1371, actes ajoutés sur le Premier statut génois de Bonifacio ou Cartulaire de Bonifacio.
- 1378, actes inscrits sur le Deuxième statut génois de Bonifacio.
- 1380, Polo della Rovere, nommé par Gênes gouverneur des deux territoires qui lui restent fidèles : Calvi et Bonifacio.
- 1380, Arrigo della Rocca, comte de Corse, attaque la ville par terre et par mer.
- 1381, la discorde entre Arrigo della Rocca et ses alliés l'oblige à abandonner le siège.
- 1401, pour échapper aux représailles de Guelfuccio d'Ornano, François della Rocca se retire dans la cité après avoir vendu pour 1 000 livres génoises sa seigneurie de Cinarca à Raphaël da Montaldo qu'il nomme viacaire de la république de Gênes.
- 1409, 10 février, François della Rocca est mortellement blessé au cou par un berger lors du siège de Biguglia. Sa sœur Violante della Rocca qui veut venger la mort de son frère à l'aide de troupes génoise, est défaite à Quenza et doit se réfugier dans la cité.
- 1420, 21 octobre, la flotte d'Alphonse V d'Aragon (31 vaisseaux, 23 trirèmes et plusieurs navires de transport) alliée à des contingents corses, attaque la place et débarque. Elle est repoussée par la garnison de 250 Génois.
- 1420, décembre, le podestat de Bonifacio demande une trêve à Alphonse V d'Aragon et aux Corses en échange de trente otages bonifaciens.
- 1420, 28 décembre, Gianno de Campofregoso, frère de Thomas, doge de Gênes, parvient à forcer le blocus et à ravitailler les bonifaciens.
- 1421, 5 janvier, obligé d'aider la reine Jeanne II de Naples, Alphonse V d'Aragon lève le siège après avoir nommé Vincentello d'Istria, vice-roi de Corse. Celui-ci gouvernera toute l'île, sauf Bonifacio et Calvi qui resteront fidèles à Gênes.
- 1421, décembre, la cité compte environ 8 000 habitants.
- 1424, nouveau coup de main des Aragonais, commandés par un des frères du roi. Ils sont repoussés alors qu'ils avaient pénétré dans la ville.
- 1453, de février à mai, 6 délégués de la consultà, vont devant le sénat de Gênes pour demander la concession de la Corse à l'Office de Saint Georges qui est la banque officielle de la république de Gênes, tout en conservant son autorité suprême sur l'île.
- 1453, juin, Pierre-Baptiste Doria, nommé commissaire de l'Office de Saint-Georges, débarque à Saint-Fiorenza, chasse Vincentello II d'Istria et le catalan Juan Villamarina, puis prend possession des places de Corté, Calvi, Bastia et Bonifacio. L'Office verse 8 500 livres au doge Galeozzo de Campofregozzo en dédommagement de la perte de ces places.
- 1454, 4 avril, les salines sont fermées par l'Office afin d'assurer le monopole du sel génois.
- 1456, avril, un des 4 quartiers du corps de Raffe de Léca, pendu avec ses deux frères après la prise de leur château, est exposé dans la cité de Bonifacio par décision du commissaire de l'office. Les autres quartiers sont exposés à Calvi, Corté et Bigoglia, et sa tête portée et montrée à Gênes.
- 1459, Jean II d'Aragon, qui revendique toujours la suzeraineté sur la Corse, essaie de s'attirer la sympathie des habitants, mais en vain.
- 1461, le Bonifacien Guillaume d'Orsone aide Louis della Rocca à combattre la ligue formée à Pise contre l'Office de Saint-Georges et dirigée par Thomassino de Campofregoso, fils de Janus, ancien doge de Gênes, et de la petite fille de François de Gentile.
- 1464, 12 juillet, traité par lequel l'Office de Saint-Georges vend sa concession sur la Corse à François Sforza, duc de Milan, à l'exception de Bonifacio et de Calvi.
- 1488, Lodiso-Battista de Salvago, podestat, fait construire le bastion pour défendre la ville.
- 1490, janvier, Rinuccio della Rocca déclare sa fidélité à Gênes et s'établit à Bonifacio.
- 1497, David Grillo est podestat.
- 1498, funérailles de Jean Cattacciolo

### Temps modernes
- 1511- Toute l'île passe sous le contrôle direct de Gênes.

#### Durant la première guerre, celle que les Français et les Corses firent aux Génois
- 1523, épidémie de peste noire qui tuera 4 300 habitants sur environ 5 000 habitants.
- 1529, dernier mort de la peste, construction de la chapelle Saint Roch. Le commissaire de Gênes est Antoine Ivréa, nommé Furno dans le Dialogue d'Augustin Gustiniani.
- 1541, la flotte turque, commandée par Dragut assiège la ville puis se retire. En octobre, Charles Quint, qui revient d'Afrique, fait une escale forcée en Corse et séjourne à Bonifacio chez le comte Philippe Cattacciolo.
- 1544, 20 juin, des Français commandés par le duc d'Enghien tentent de débarquer en vain.
- 1552, deux commissaires, Paul-Vincent Lomellino et Bernard Castagna, sont nommés par la république de Gênes pour inspecter les fortifications de Bonifacio et Calvi.
- 1553, 26 août, 2 000 Turcs prennent position pour assiéger la place.
- 1553, 28 août, le gouverneur de la place est Antoine de Canetto, chevalier de Malte.
- 1553, 31 août, Pierre-Jacques d'Ornano quitte Porto-Vecchio et vient exhorter les Bonifaciens à se rendre.
- 1553, 14 septembre, Dragut lance une première offensive qui échoue. Le maréchal des Thermes charge Dominique Cattaciollo, Alto-Bello de Gentile et Jacques-Toussaint II da Mare d'obtenir la reddition, en promettant que la cité ne sera pas pillée. Le gouverneur Antoine de Canetto et le sénat de Bonifacio acceptent la capitulation.
- 1553, 15 septembre, Dominique Cattaciollo, Jacques-Toussaint II da Mare et Napoléon de Livia entrent dans la citadelle et prennent possession de la place et cité au nom du roi de France. Les Turcs entrent dans le port, massacrent les 298 soldats génois et exigent des Français le paiement de 25 000 livres pour compenser le non pillage de la ville. Ne disposant pas de la somme, le maréchal des Thermes donne son neveu N de Montastruc en otage.
- 1553, 21 septembre, trois compagnies françaises de Gascons commandées par N. de Valleron, partent de San-Fioranzo pour prendre possession de la place,
- 1553, 22 septembre, la flotte de Dragut appareille pour Constantinople.
- 1553, 21 novembre, une flotte de trente-deux galères, commandée par Paulin de La Garde, apporte des renforts. Achille de Harlay est gouverneur.

#### Durant la seconde guerre, celle de Sampiero contre les Génois
- 1554, 24 février, le maréchal de Thermes charge Sampiero Corso de mettre la citadelle en état de défense en vue d'une contre-offensive génoise,
- 1555 : les Français s'allient aux Turcs qui ravagent Bonifacio.
- 1556, 24 janvier, une flotte génoise de douze galères, commandée par l'amiral Jean-Andréa Doria, se prépare à reprendre la place, mais une tempête coule neuf d'entre elles.
- 1556, 6 février, Sampiero Corso limoge le gouverneur La Molla qu'il soupçonne de connivence avec les Génois, et le remplace par le commandant des deux compagnies de Gascons, Jean de Cros.
- 1557, 21 décembre, un convoi français de trois galères et de trois transports, débarque un contingent de Français déportés pour repeupler Bonifacio.
- 1558, mai, nouveau coup de main des armées génoises commandées par Georges Doria.
- 1559, 18 septembre, en application du traité de Cateau-Cambrésis, Bonifacio est remise au Génois par Jean de Cros et Jean Orsini. Thomas-Odoricci Gentilé et Christophe de Négri, nommés par Gênes arrivent le 27.
- 1562, 2 septembre, Jean-Pierre Vivaldi, nommé commissaire de Gênes.
- 1563, mars, les Bonifaciens Vitu de Serafini et Mathieu Aldrovandi se rendent à Gênes pour demander confirmation des privilèges de la cité et l'obtiennent.
- 1563, 28 mars, la citadelle reçoit douze canons,
- 1571, 12 novembre, les Statuts civils et criminels de la Corse sont publiés par les Génois (ils entrent en vigueur le 1er février de l'année suivante), une commission est donnée à un lieutenant civil et criminel pour Bonifacio.

Les statuts civils et criminels de la communauté de Bonifacio
Les statuts civils et criminels de la communauté de Bonifacio, rédigées par Gio-Batista Mazzolaccio, notaire, et publiés en 1619 par la république de Gênes. Le podestat est remplacé par un commissaire de la république de Gènes nommé pour deux ans parmi les nobles génois. Il assure la paix et la justice du canton de Bonifacio et veille au maintien des institutions de la cité de Bonifacio, laquelle ne doit à Gênes ni tribut, ni service militaire.
La cité a le pouvoir de se défendre, de s'administrer, de lever des impôts sur ses habitants et des taxes sur les marchandises. Le conseil municipal de cinquante membres est réduit de moitié (vingt-cinq membres élus de plus de 30 ans, sachant lire et écrire et n'étant ni nobles de Gènes ni membres de l'Église plus quatre anciens, tous élus et renouvelables tous les ans). Les anciens sont l'exécutif, leur sceau est déposé chez le prieur et les mesures qu'ils peuvent proposer dans tous les domaines, doivent être approuvés par 2/3 des conseillers. L'élection se fait en trois étapes : cooptation des candidats par les familles, vote, puis tirage au sort pour attribuer les compétences. Des officiers municipaux sont engagés par le conseil :
- les minestroli font appliquer les décisions,
- les custodes del porto font la douane,
- les estimatore dellà communiti font l'estimation des dommages occasionnés par le bétail ou autre,
- les conservatori di sonità prescrivent les soins qui sont gratuits pour tous les habitants, font les visites sanitaires des bateaux et décident des quarantaines.
- 1584, 4 avril, le chancelier Michel Galetti, bonifacien, est investi par La Plume et l'encrier.
- 1587, Francesco Stefani arrive de Gênes avec deux galères pour combattre les Barbaresques qui infestent les côtes. Avec le Bonifacien Baptiste de Vitto, il les chasse en tuant soixante-dix hommes et en coulant sept galiotes turques.
- 1588, juin, une flotte barbaresque de 11 galiotes commandées par Hassan Pacha détruit le hameau d'Ogliastru près de la marine d'Albo et enlève une quarantaine d'habitants qui seront vendus à Alger comme esclaves.
- 1641-1788, fondation privée d'un Mont de piété appelé Opera Antonio Anselmo (AMB Série compagnies et œuvres).
- 1645, le commissaire Jean-Baptiste Doria fait construire deux fosses pour servir de silos à grains, l'un à la place Lomenilla pour les habitants, l'autre pour la garnison.
- 1646, le conseil municipal engage deux prêtres sardes pour instruire les enfants dans l'école de Bonifacio.
- 1650, il y a 200 hommes à la garnison.
- 1650, le médecin Laurent Millelis de Levante est engagé pour remplacer un Milanais. Son successeur sera Blaso, un Napolitain, puis Jean-Baptiste Leccia, un Génois, puis Laurent Sansonio, un Sarde.
- 1657, décembre, épidémie de peste, 250 morts.
- 1671, loi qui précise que ne peuvent être élus commissaire d'Ajaccio, Calvi et Bonifacio ceux qui ne sont pas corses depuis au moins trois générations.
- 1677, impression à Milan, de Orazioni, de Thomas Luccioni, prédicateur de Bonifacio.
- 1682, carte de la ville par J. Petre, architecte à Arles, puis hydrographe à Marseille.
- 1693, le bonifacien Michel Portafax, engagé comme médecin.
- 1698, la population de la cité est de 1 967 habitants.
- 1713, édition à Marseille d'une carte de Corse et de ses villes, dont celle de Bonifacio.

#### Durant la grande révolte des Corses contre Gênes
- 1729, la population de la cité est de 2 409 habitants.
- 1733, 16 juillet, le port est surveillé, des autorisations sont nécessaires pour tous les navires quittant la Corse
- 1735, toutes les places corses sont contrôlées par les Génois.
- 1736, Théodore de Neuhoff, roi de Corse sous le nom de Théodore 1er, décide de chasser les Génois et confie à Ange-Louis Luccioni la commission de prendre Bonifacio. Mais celui-ci vend les plans secrets d'attaque de la place aux Génois. Il est condamné à mort par le roi et fusillé.
- 1750, la population est de 2 400 habitants.
- 1753, la population est de 2 300 habitants, dont une centaine d'agriculteurs et une soixantaine de journaliers.
- 1759, arrivée du nouveau commissaire génois pour la Corse Jean-Baptiste de Sopranis pour remplacer Jacques-Marie Doria.
- 1759, 23 mai, dans l'église Saint-Jean Baptiste, le commissaire génois Thomas Spinola appelle les partisans de Gênes à une "consulta".
- 1764, 26 août la nuit, Charles François Dumouriez débarque en Corse à Porto-Vecchio pour renverser Pascal Paoli, il tente en vain de prendre Bonifacio et rembarque.
- 1765, trois Bonifacien, Filipo Cresci, Paschiani et Matrana décident de livrer leur ville aux nationalistes et rencontrent Octave Colonna d'Istria pour mettre au point l'attaque qui doit avoir lieu par mer. Mais les Pisans[réf. nécessaire] ont connaissance du projet et les assaillants qui se présentent devant la porte ne trouvent pas le soutien intérieur prévu et repartent.
- 1766, octobre, le roi Charles-Emmanuel III de Sardaigne revendique et occupe les iles de Boches (Iles de Lavezzi, Cavallo, La Madeleine, Caprera, Saint-Stéphano, Razzoli et Spargi) qui appartenaient depuis toujours à Bonifacio.
- 1767, mai, Traité de Versailles, cession de la Corse par la république de Gênes au royaume de France, l'article 10 prévoit que toutes les concessions et privilèges de l'Île seront abolis, mais que le roi de France prendra en considération ceux des habitants de Bonifacio, de Calvi et de Fiorenza.

#### La Corse française
- 1769, 26 avril, 300 hommes du corps Royal d'Artillerie prennent possession de la place.
- 1770, avril, création d'un tribunal civil.
- 1766 21 septembre, cinquième séance des États corses, Bonifacio est taxée.
- 1766, 1er octobre, installation d'un bureau de poste.
- 1766, 24 décembre, Tarif douanier spécial pour la Corse, afin de protéger les productions locales.
- 1772, 9 mai, une université est établie à Corte avec quatre facultés et quatre collèges à Bastia, Ajaccio, Cervioni et Calvi.
- 1773, L'Assemblée provinciale de Sartène-Bonifacio qui compte 2 236 feux a droit à six députés, un de chaque ordre par 1 000 feux à l'Assemblée des États corses - trois de chaque ordre.
- 1775, 20 juin, une école à deux maîtres est établie à Bonifacio par l'Assemblée des États corses.
- 1775, fin de construction de la caserne de Montlaur commencée par les Génois.
- 1783, 28 octobre, Antoine Constantini, de Bonifacio, est chargé de rembarquer pour Malte tous les Corses bannis pour avoir pris le parti des Anglais en 1776, lors de la guerre contre la France.
- 1784, signature à Bonifacio d'un traité d'amnistie dans lequel le roi, offensé, demande à toutes ses juridictions, en raison de la Paix revenue, de bien vouloir libérer les coupables du bannissement et de toutes autres peines.

### Époque contemporaine

#### Durant la Révolution française
- 1789, décembre, l'administration de toutes les villes est réorganisée par la Constituante sous le nom de communes.
- 1792, 8 mai, un projet d'invasion de la Sardaigne est présenté devant l'Assemblée nationale législative par Antoine Constantini, maire de Bonifacio, député extraordinaire. Accepté par le conseil national de l'Assemblée législative, Pascal Paoli sera nommé lieutenant général de la 21e région militaire et chargé de préparer les opérations.
- 1793, 25 janvier, Napoléon Bonaparte loge dans la maison Passano à Bonifacio pour préparer l'invasion de la Sardaigne. Mais Paoli s'y oppose.
- 1792, 19 février, embarquement depuis Bonifacio pour reprendre les îles de Boches.
- 1793, 19 juin, Antoine-Marie Suzzareli, membre du gouvernement provisoire de la Corse et Thomas-André Celani sont élus députés nationalistes de la communauté de Bonifacio.

#### XIXesiècle
- 1802, ouverture d'une école par les Frères des écoles chrétiennes
- 1803, organisation des bataillons des chasseurs corses, celui de Bonifacio a 150 hommes
- 1804, installation officielle de la loge maçonnique La Fraternité
- 1813, la statue de la Sainte-Trinité est volée par des bandits Sardes à l'Ermitage de la Trinité
- 1817, la lieutenance de Gendarmerie est fermée
- 1821, 30 octobre, une felouque de type napolitaine pirate les embarcations légères
- 1823, ouverture d'une école cantonale mutuelle, ouverture de l'actuel cimetière
- 1827, la lieutenance de gendarmerie est rouverte
- 1833, le 7 avril 1833, le maire Nicolas Trani a été frappé et insulté dans l'église, et deux gendarmes ont été grièvement blessés à l'occasion de l'enterrement du curé[23]
- 1854, construction de la Porte Neuve par le Génie Militaire
- 1855, naufrage de la frégate française La Sémillante au large sur les rochers des Îles Lavezzi avec 773 morts soldats et marins
- 1858, ouverture d'une ligne maritime privée Bonifacio-Ajaccio par la compagnie "Valéry Frères"
- 1859, la route impériale Ajaccio-Bonifacio est terminée
- 1865, projet d'une ligne de chemin de fer Bonifacio-Bastia

#### XXesiècle
- 1962, arrivée d'Algérie du 2e régiment étranger d'infanterie

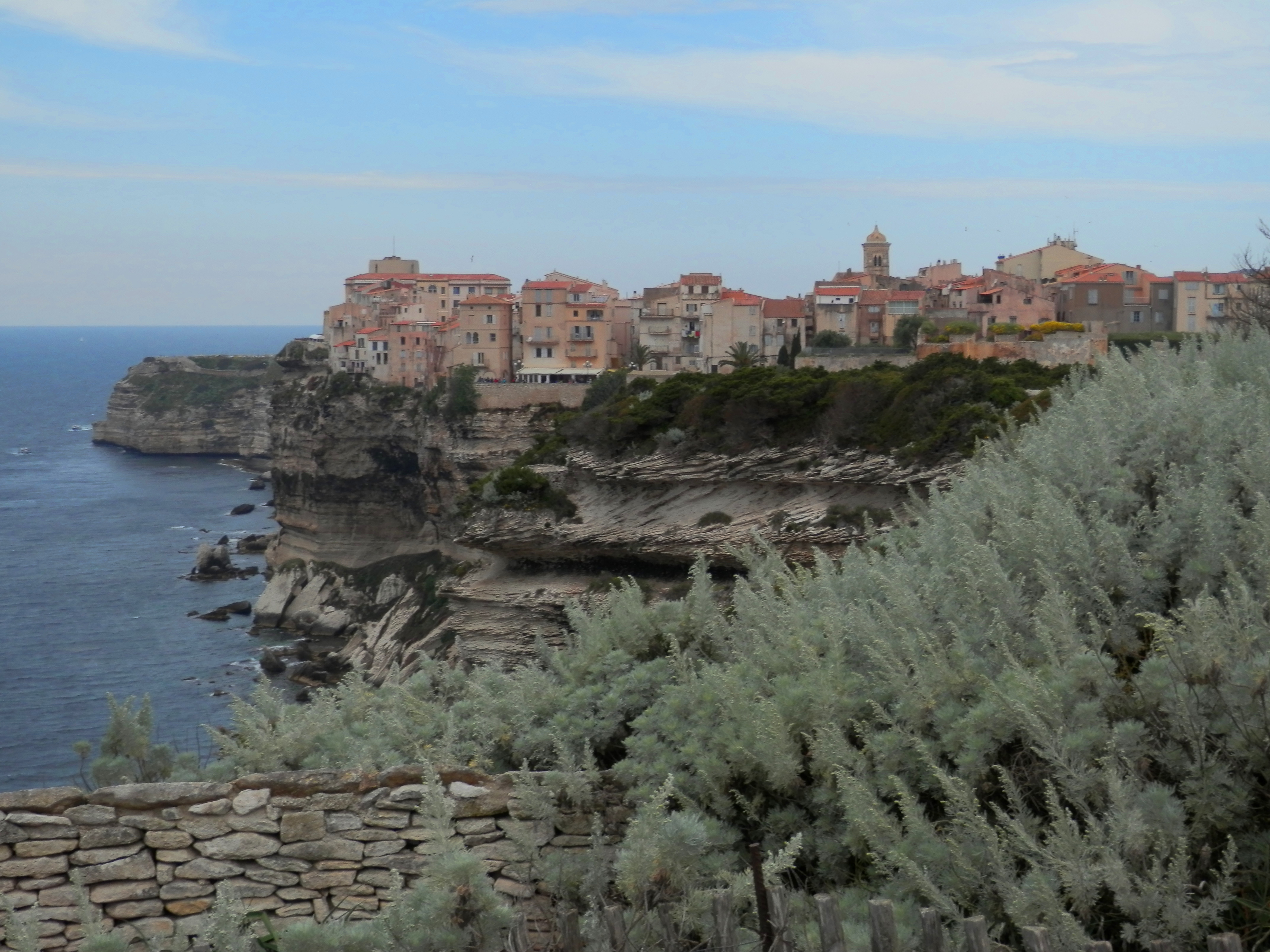
Vue de la citadelle.

- 1983, départ de la Légion étrangère pour Nîmes.

## Politique et administration

### Liste des maires
| Période                                  | Période  | Identité                           | Étiquette    | Qualité                              |
| ---------------------------------------- | -------- | ---------------------------------- | ------------ | ------------------------------------ |
| 1801                                     | 1802     | Antoine Constantini (1754-?)       |              | Marchand                             |
| 18??                                     | 18??     |                                    |              |                                      |
| 18??                                     | 18??     | Pierre Lavigne                     |              | Armateur                             |
| 18??                                     | 18??     | Pierre-Antoine Lavigne (1799-1868) |              |                                      |
| 1826                                     | 1831     | Don Jean Baptiste Portafax (+1868) | Légitimiste  | Notaire                              |
| 1832                                     | 1838     | Nicolas Trani                      | Républicain  | Propriétaire, avocat                 |
| 1838                                     | 1843     | Boniface Pierre Trani              |              |                                      |
| 1843                                     | 1855     | François Piras (1786-1856)         |              | Capitaine au LC                      |
| 1855                                     | 1864     | Claude Hucherot                    |              |                                      |
| 1864                                     | 1870     | Pierre-Vincent Montepagnao         |              | Médecin, conseiller général          |
| 1870                                     | 1872     | Pierre Ghirardi                    |              |                                      |
| 1877                                     | 18??     | Nicolas Trani                      | Républicain  | Propriétaire, avocat                 |
| /1880                                    | /1891    | Sérafino                           |              | Sériciculteur                        |
| 1895                                     | 1896     | Érasme Carrega (1851-1934)         | gaviniste    | Conseiller général                   |
| 1904                                     | 1912     | Érasme Carrega                     | gaviniste    | Conseiller général                   |
| 1925                                     | 1943     | Joseph Carrega                     |              | Conseiller général                   |
| 1943                                     | 1944     | Augustin Varsi                     |              | Président de la délégation spéciale  |
| 1945                                     | 1947     | Barthélémy Zicavo                  |              | Médecin                              |
| 1947                                     | 1953     | François Panzani                   |              | Conseiller général                   |
| 1953                                     | 1965     | Don Mathieu Tramoni                |              | Conseiller général                   |
| 1965                                     | 1971     | Dominique Milano                   |              | Ingénieur des P&C                    |
| 1971                                     | 1978     | Michel Ferdani                     | PS           | Conseiller général                   |
| 1978                                     | 1989     | Xavier Sérafino (1911-1989)        | DVD          | Médecin, conseiller général          |
| 1989                                     | 2008     | Jean-Baptiste Lantieri             | UDF puis UMP | Ancien conseiller général            |
| 2008                                     | En cours | Jean-Charles Orsucci               | PS puis LREM | Fonctionnaire Conseiller territorial |
| Les données manquantes sont à compléter. |          |                                    |              |                                      |

Lors de la libération de la Corse, le 4 Octobre 1943, une délégation spéciale fut mise en place à Bonifacio, présidée par Jean Augustin Varsi. Il démissionna de ses fonctions après l'exécution de son fils, Simon Varsi, fusillé par les Allemands à L'Isle-Adam le 23 août 1944.
Ci-dessous l'équipe municipale actuelle élue lors des élections de mars 2020.
Jean-Charles Orsucci - Maire
Odile Moracchini - 1ère Adjointe
Patrick Tafani - 2ème Adjoint
Marie-Josée Vichiera - 3ème Adjointe
Alain Di Meglio - 4ème Adjoint
Roxane Piriottu - 5ème Adjointe
Denis Lopez - 6ème Adjoint
Francis Beaumont - 7ème Adjoint
Jeanne Serra - Conseillère Municipale - Hameaux
Jonathan Catoire - Conseiller Municipal - Sport
Thierry Quinternet - Conseiller Municipal - Festivité
Frederic Rocchi-Sereni - Conseiller Municipal - Sécurité
Chantal Arcadu - Conseillère Municipale
Joseph Bohn - Conseiller Municipal
Marie-Noelle Culioli - Conseillère Municipale
Jamel Dridi - Conseiller Municipal
Carine Zuria - Conseillère Municipale
Pierre Gazano - Conseiller Municipal
Claudie Daver - Conseillère Municipale
Jean-François Le Rolland - Conseiller Municipal
Marie-Antoinette Faby - Conseillère Municipale
Véronique Mermet - Conseillère Municipale
Claude Serafino-Degott - Conseillère Municipale

### Budget et fiscalité 2018
En 2018, le budget de la commune était constitué ainsi :
- total des produits de fonctionnement : 6 680 000 €, soit 2 203 € par habitant ;
- total des charges de fonctionnement : 6 320 000 €, soit 2 084 € par habitant ;
- total des ressources d'investissement : 2 551 000 €, soit 841 € par habitant ;
- total des emplois d'investissement : 4 541 000 €, soit 1 497 € par habitant ;
- endettement : 3 267 000 €, soit 1 077 € par habitant.

Avec les taux de fiscalité suivants :
- taxe d'habitation : 19,11 % ;
- taxe foncière sur les propriétés bâties : 8,49 % ;
- taxe foncière sur les propriétés non bâties : 90,63 % ;
- taxe additionnelle à la taxe foncière sur les propriétés non bâties : 0,00 % ;
- cotisation foncière des entreprises : 0,00 %.

Chiffres clés Revenus et pauvreté des ménages en 2016 : médiane en 2016 du revenu disponible, par unité de consommation : 18 467 €.

### Politique de développement durable
La commune a engagé une politique de développement durable en lançant une démarche d'Agenda 21 en 2006.

### Jumelages
- Morzine (France)[réf. nécessaire]
- Avoriaz (France)[réf. nécessaire]
- Reggio de Calabre (Italie)
- Byblos (Liban)[28]

## Population et société

### Démographie
L'évolution du nombre d'habitants est connue à travers les recensements de la population effectués dans la commune depuis 1800. Pour les communes de moins de 10 000 habitants, une enquête de recensement portant sur toute la population est réalisée tous les cinq ans, les populations de référence des années intermédiaires étant quant à elles estimées par interpolation ou extrapolation. Pour la commune, le premier recensement exhaustif entrant dans le cadre du nouveau dispositif a été réalisé en 2008.

En 2022, la commune comptait 3 269 habitants, en évolution de +7,25 % par rapport à 2016 (Corse-du-Sud : +7,61 %, France hors Mayotte : +2,11 %).
| 1800  | 1806  | 1821  | 1831  | 1836  | 1841  | 1846  | 1851  | 1856  |
| ----- | ----- | ----- | ----- | ----- | ----- | ----- | ----- | ----- |
| 3 181 | 3 105 | 2 479 | 2 944 | 3 031 | 3 017 | 3 271 | 3 383 | 3 100 |

| 1861  | 1866  | 1872  | 1876  | 1881  | 1886  | 1891  | 1896  | 1901  |
| ----- | ----- | ----- | ----- | ----- | ----- | ----- | ----- | ----- |
| 3 453 | 3 594 | 3 616 | 3 375 | 3 116 | 3 357 | 3 703 | 3 858 | 4 188 |

| 1906  | 1911  | 1921  | 1926  | 1931  | 1936  | 1946  | 1954  | 1962  |
| ----- | ----- | ----- | ----- | ----- | ----- | ----- | ----- | ----- |
| 3 797 | 3 660 | 2 816 | 2 688 | 3 331 | 3 628 | 2 048 | 2 157 | 2 418 |

| 1968  | 1975  | 1982  | 1990  | 1999  | 2006  | 2008  | 2013  | 2018  |
| ----- | ----- | ----- | ----- | ----- | ----- | ----- | ----- | ----- |
| 2 431 | 2 693 | 2 736 | 2 683 | 2 658 | 2 831 | 2 872 | 2 961 | 3 189 |

| 2022  | - | - | - | - | - | - | - | - |
| ----- | - | - | - | - | - | - | - | - |
| 3 269 | - | - | - | - | - | - | - | - |

### Dialecte
La langue traditionnellement parlée par les habitants de Bonifacio n'est pas une langue toscane comme le corse, mais un dialecte ligure. En effet, bien qu'elle ait été fondée par les ducs de Toscane, Bonifacio est devenue très tôt (en 1195), un préside (une colonie) de la république de Gênes, repeuplée avec des familles génoises qui s'alliaient entre elles ou avec d'autres familles originaires de Ligurie. Le dialecte de Bonifacio, proche de celui de Carloforte en Sardaigne et de Monaco, est en voie de disparition.

### Manifestations culturelles et festivités
« A Bonifacio aria di Roma e mare del Lazio (It) »

— A Bunifaziu aria de Roma e mare du Laziu (Co) - A Bonifacio, l'air de Rome et mer du Latium

#### Confréries
Bonifacio a conservé ses cinq principales confréries qui constituent aujourd'hui selon le code du droit canonique , des associations libres de fidèles laïques:
- Confrérie de Sainte-Croix, assistance et soins aux malades,
- Confrérie de Saint-Jean-Baptiste, ou de la Miséricorde, assistance aux déshérités, secours et rachats des captifs,
- Confrérie de Saint-Barthélémy, pour les artisans,
- Confrérie de Sainte Marie-Madeleine, assistance aux jardiniers, vignerons,  cultivateurs, et aux filles sans famille,
- Confrérie de Saint-Érasme (fin XIXe siècle) pour les pêcheurs.

Dans leurs statuts, elles étaient à l'origine destinées aux besoins spirituels de leurs membres : elles se réunissaient, organisaient les funérailles, priaient pour le salut des défunts; très vite, elles deviennent comme partout des associations d'assistance et de secours mutuel pour leurs membres et leurs familles. Aujourd'hui les confréries restent très vivantes et participent à de nombreuses cérémonies religieuses : aux enterrements, aux processions en l'honneur des saints, mais c'est surtout celles de la Semaine sainte qui sont les plus spectaculaires et qui attirent un public nombreux.
Les confréries animent les offices des Défunts, les offices de la Semaine Sainte (office des Ténèbres). Toutes - sauf celle de Saint Jean-Baptiste depuis 1914 - élisent la veille de la fête du Saint qu'elles vénèrent un sous-prieur pour un an, ce dernier devenant automatiquement prieur l'année suivante, en remplacement du prieur titulaire et ainsi de suite. De fait, le lendemain  de leur nomination officielle, Sous Prieur et Prieur participent en tant que tel à leur première cérémonie lors des différentes célébrations de la Fête du Saint. Les Portes Croix sont prieurs d'office à vie. Les confréries ont à leur tête un ou plusieurs "massà", sorte de sacristain qui détiennent les codes de la gestuelle et s'occupent de l'ensemble du mobilier sacré ou non que possèdent les confréries.
Dans un registre totalement différent, il convient d'ajouter au XIXe siècle,
- la loge de Franc-maçonnerie La Fraternité.

#### I Marifetti
L'association "I Marifetti" est une association dont les missions sont : L'animation de la ville, revalorisation du patrimoine bonifacien, promotion des langues Corse et Bonifacienne au travers d'actions culturelles diverses. Elle est présidée par Chjara Stella Albertini.

#### AFM Téléthon
L'AFM Téléthon de Bonifacio, est une antenne de l'organisation mondialement connue. Elle a pour but de récolter de l'argent pour financer des projets de recherches, sur des maladies génétiques neuromusculaires, mais aussi sur d'autres maladies génétiques rares et qui touchent en grande partie des enfants. L'association a été créé en 1992, et fut dirigée de 1993 à 2020 par Alain Modesto. Elle est depuis janvier 2021 présidée par Jonathan Catoire.

#### Ulysse
Ulysse est une association qui a pour but d'organiser et réaliser le Carnaval de la ville chaque année. Elle est présidée par Helena Le Quellec.

### Culture
Le label "ville d'art et d'histoire" a été décerné à la ville de Bonifacio le 3 juin 2019.  

### Enseignement
Établissements d'enseignements :
- École maternelle
- École primaire
- Collège

### Santé
Professionnels et établissements de santé : 
- Médecins
- Hôpital
- Pharmacies
- Maison de retraite

### Sécurité et Incendie
- Gendarmerie Nationale
- Police Municipale
- Sapeurs-pompiers
- Réserve Communale

### Sports

#### Handball
La ville possède un club de handball qui a évolué pendant de nombreuses années en Nationale. Actuellement la JSB évolue au niveau régional pré-nationale, et possède les catégories jeunes baby-hand, U11, U13, U15M et U16F. Le club évolue au COSEC Libertas de Bonifacio et est présidé par François Moracchini.

#### Football
La ville possède un club de football, étant très populaire à l'époque. La Jeunesse Sportive Bonifacienne fut ainsi créée en 1921. Aujourd'hui, le club existe toujours, et possède toutes les catégories de jeunes (débutants jusqu'à U19) et les seniors évoluent en Régional 1 (R1). Le club a récemment réussi à se hisser en finale de la Coupe de Corse contre le FC Calvi en 2012 (défaite 4 buts à 0). Le club évolue dans l'enceinte du stade Antoine-Tassistro, ancien joueur emblématique du club et est présidé par Regis Longo.

### Futsal ou Football en salle
La ville possède un club de Futsal créé en 2018 par la famille CATOIRE. La JS Bonifacio Futsal évolue actuellement au niveau régional en R1. Le club se hisse en finale de la Coupe de Corse de Futsal en 2019 (défaite 13 buts à 2) et valide cette même année sa montée en R1 dès sa première saison. Le club évolue au COSEC Libertas de Bonifacio et est présidé par Jonathan Catoire.

#### Badminton
La ville possède un club de Badminton créé en 2018. Le club évolue actuellement au niveau régional en loisirs participant à des compétitions en Corse comme sur le continent. Le club est élu meilleur club de Corse 2020 et 2021 grâce à ses résultats en tournois officiels. Le club évolue au COSEC Libertas de Bonifacio et est présidé par Jonathan Catoire.

#### Tennis
La ville possède un club de tennis avec 3 courts en plein air et un court couvert - le deuxième de Corse - et un Club House. Un professeur enseigne la pratique et l'obtention d'une licence est possible à partir de 3 ans. Le club est présidé depuis 2020 par Mary-Maud Ferricelli succédant à Carmelo Piriottu.

#### Tennis de table
La ville possède un club de tennis de table. La pratique s'effectue au COSEC de Bonifacio aussi bien pour les adultes que pour les enfants. Le club est présidé par Sébastien Mercier.

#### Pétanque
La ville possède un club de Pétanque. L'association organise plusieurs tournois chaque année et représente Bonifacio dans les tournois extérieurs. Un boulodrome à même vu le jour en 2020. L'association "La Boule des Falaises" est présidé par Michel Nicolai.

#### Arts Martiaux
La ville possède plusieurs clubs pour la pratique du Karaté, du Judo, du taekwondo ou encore la boxe anglaise.

#### Fitness
La ville possède plusieurs associations de Fitness

#### Chasse et pêche
Les bouches de Bonifacio sont extrêmement réglementées. Une partie de la réserve naturelle est qualifiée de zone de non prélèvement. Toutes formes de pêche et de chasse sous-marine y sont interdites.
Une association de chasse se nommant "Solitaire Bonifacien" existe sur le territoire de la commune et est composée de plusieurs adhérents. Elle est présidée par Jean-Pierre Luccioni.

#### Label sportif
Le label " Terre de jeux 2024 " a été décerné à la ville de Bonifacio le 20 mai 2021 en vue des Jeux olympiques de Paris 2024, qui se débouleront en France. Ce sera l'occasion pour les bonifaciens et les associations sportives de la ville de vivre au rythme des J.O de Paris 2024 et du sport sur tout le territoire de la commune.

### Médias
- Les radios desservant Bonifacio[36] : France Culture ; Nostalgie Corse ; Radio chrétienne francophone, également connu sous le sigle RCF ; France Inter ; RTL2 ; France Musique ; France Bleu RCFM ; RTL, sigle de Radio Télé Luxembourg ; Alta Frequenza ; France Info ; RMC, sigle de Radio Monte-Carlo ; NRJ (sigle de Nouvelle radio jeune) ; Skyrock.

### Cultes
- Culte catholique, L'unité paroissiale de Bonifacio[37], Diocèse d'Ajaccio[38].
- Un Temple à Aullène[39].
- Un Centre bouddhiste à Porto-Vecchio[40].
- Une Mosquée à Isolaccio-di-Fiumorbo[41].
- La Synagogue Beth Meir de Bastia.

## Économie

### Entreprises et commerces

#### Agriculture
- Producteurs de la Route des sens[42].

#### Tourisme
- L'activité économique de la ville est très liée au dynamisme du port de plaisance de Bonifacio.

La ville abrite aussi un port de commerce dont l'activité principale est représentée par de nombreuses rotations quotidiennes de ferries entre Bonifacio et Santa Teresa di Gallura en Sardaigne. Deux compagnies se partagent les lignes et horaires : Moby Lines et Saremar jusqu'en 2016, assurant en alternance 4  à   5 rotations chacune par jour suivant les saisons. Par ailleurs, s'il y a peu d'activités marchandises, les quais reçoivent aussi, en escale, des navires de croisières. Le port de commerce est géré par la Chambre de commerce et d'industrie d'Ajaccio et de la Corse-du-Sud. C'est le second port de Corse pour le trafic passagers avec l'étranger.
- Commerces et Restaurants sur les quais du bassin de plaisance.

#### Commerces
- L'Ancienne usine de fabrication de bouchons en liège, transformée et réhabilitée en hôpital[43].
- Tous Commerces de proximité[44].

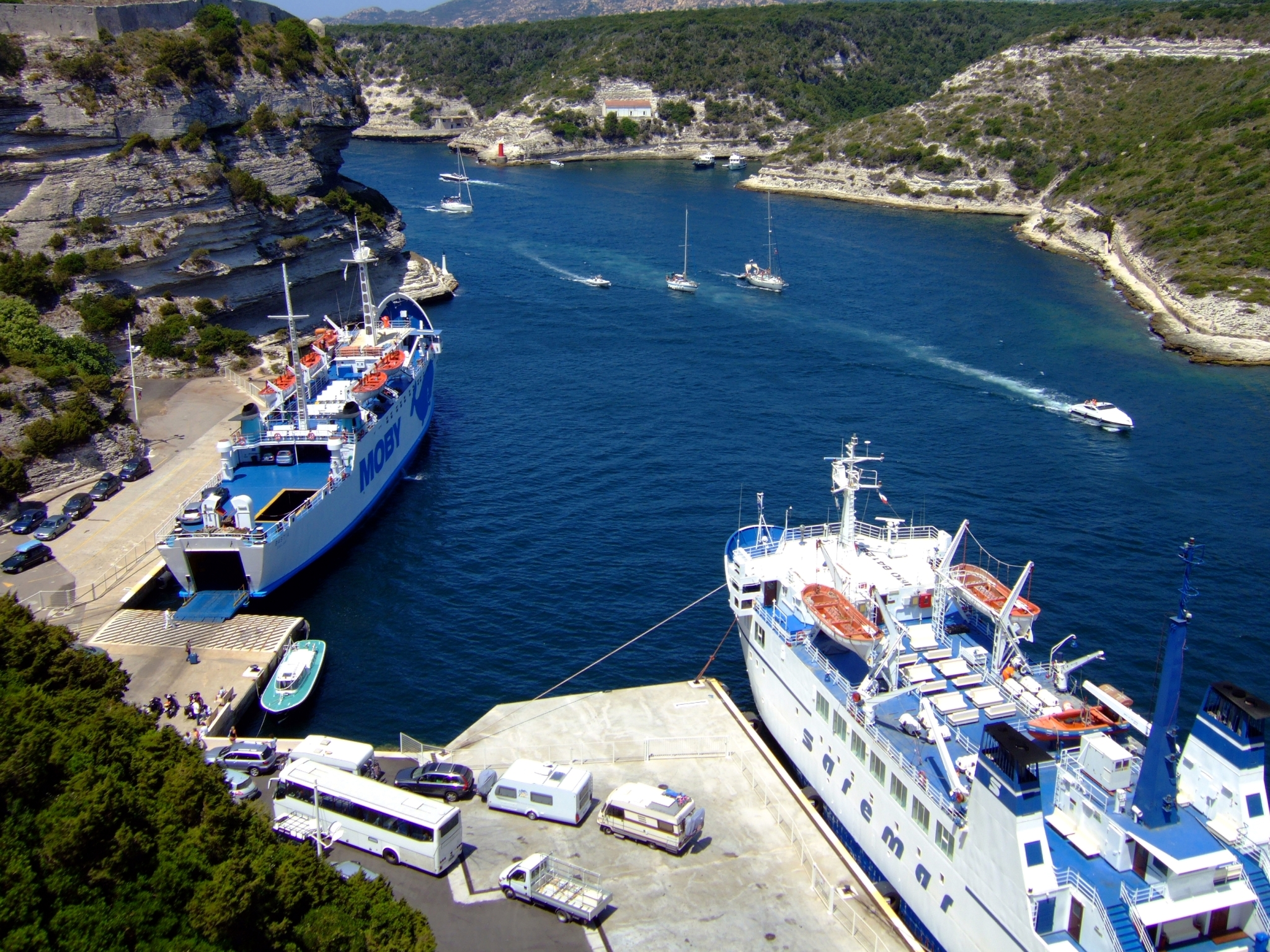
Les quais d'embarquements du port de commerce pour La Sardaigne.
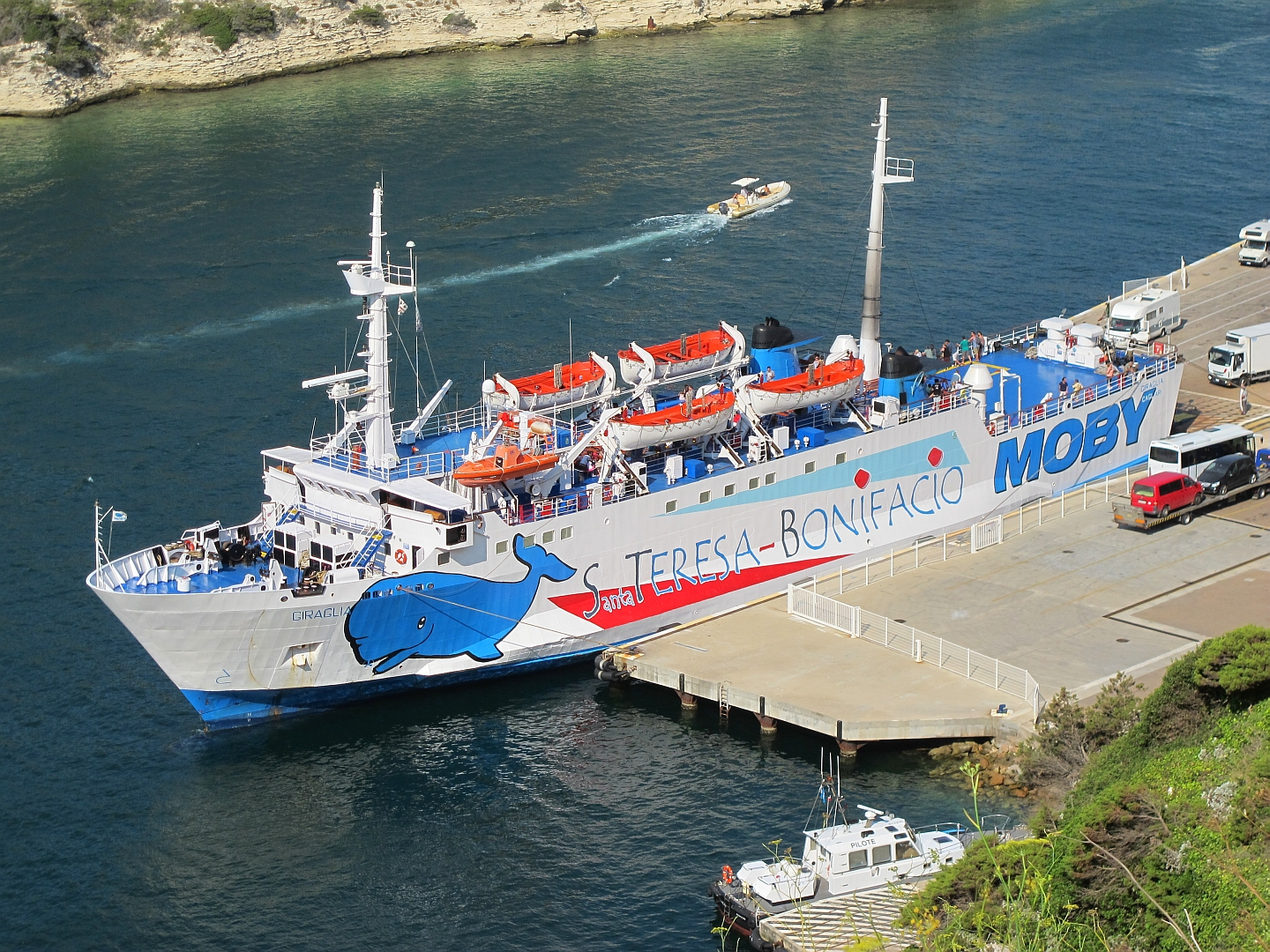
Le ferry "Giraglia"  à quai, de Moby Lines reliant La Sardaigne.

## Culture locale et patrimoine

### Lieux et monuments

#### Citadelle de Bonifacio
Propriété publique, la citadelle est inscrite au titre des Monuments historiques.

#### Ermitage de la Trinité

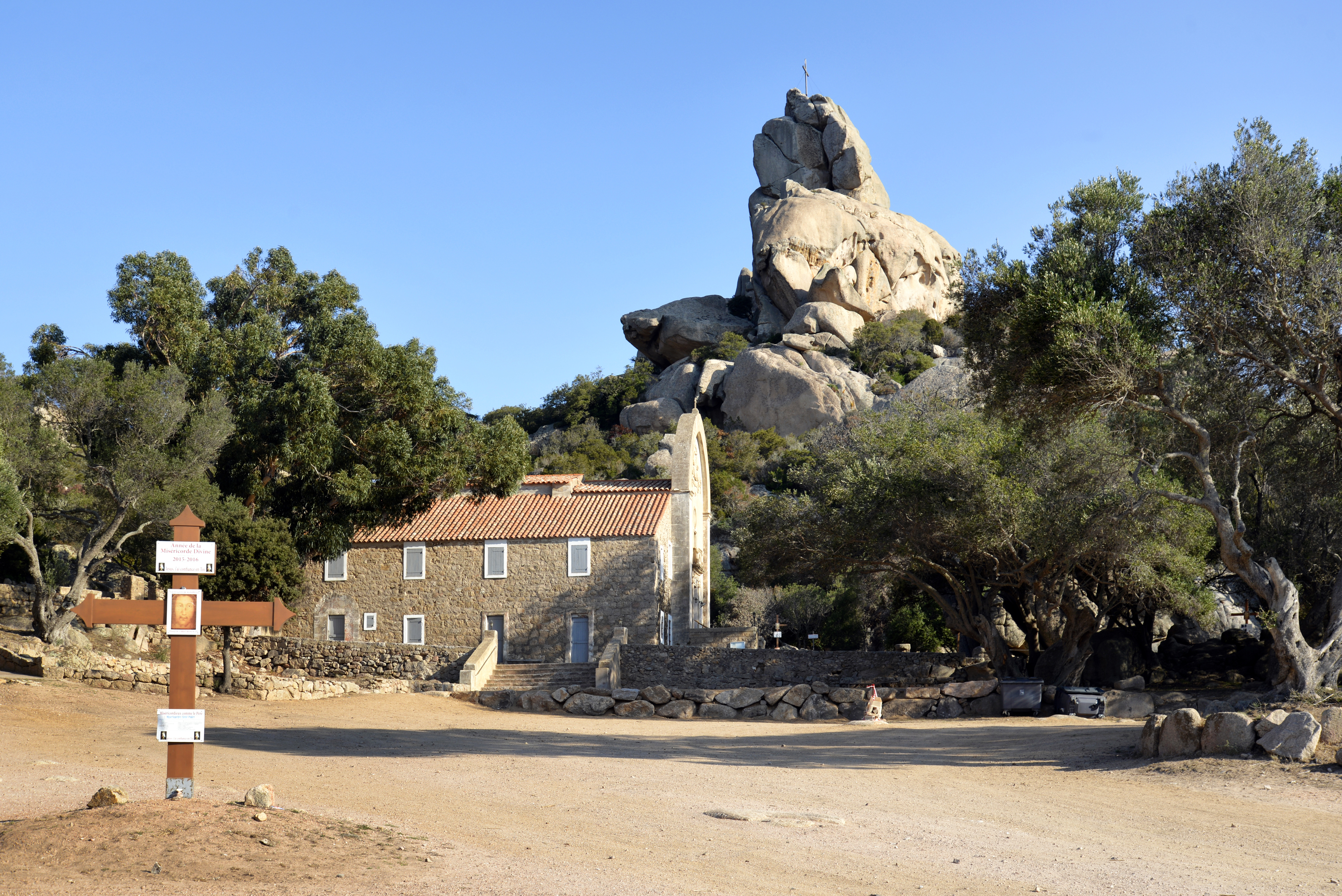
Ancien ermitage de la Trinité.

L'oratoire de la Trinité se situe à trois milles de Bonifacio et à un mille du port de Paraguano, emplacement présumé de l'antique Palla. Élevée sur une légère esplanade, à mi-hauteur du mont de la Trinité, avec une croix à 219 m, l'église est couronnée par de majestueuses cimes, et l'admirable vue du haut des rochers, près de la croix, embrasse les deux mers.
Le site qui, selon Geneviève Moracchini-Mazel, aurait été occupé avant l'époque chrétienne, comprend :
- L'église de la Très Sainte Trinité dite l'Ermitage, datée du XIIIe siècle[46],
- Accolé à l'église, l'oratoire Notre-Dame de Tibhirine, inauguré le 17 juillet 2006 par Mgr Jean-Luc Brunin,
- Un amas rocheux dit "grotte de la Vierge", situé en face de l'église.
- S'y trouvent aussi, à l'entrée, une ancienne fontaine-lavoir et, lui faisant face, une autre fontaine. Toutes deux sont désaffectées.

« Deux fontaines de bonne et fraîche eau, dont une fort abondante, sont précieuses sur un point aussi haut et dans ce lieu solitaire. »

— Antoine Claude Valery, in Voyages en Corse, à l'île d'Elbe et en Sardaigne, 1837, p. 253.
C'est un lieu de pèlerinages. Trois s'y déroulent chaque année : celui dédié à la Très-Sainte-Trinité en juin, celui consacré à la Nativité de Marie le 8 septembre et, le plus récent, celui Notre-Dame de Fatima, destiné à la communauté portugaise de la région.
L'église de la Très Sainte Trinité figure à l'inventaire général du patrimoine culturel.
Vers 1880, ce lieu a été fréquenté par le bandit d'honneur Ghjuvan Cameddu Nicolaï.

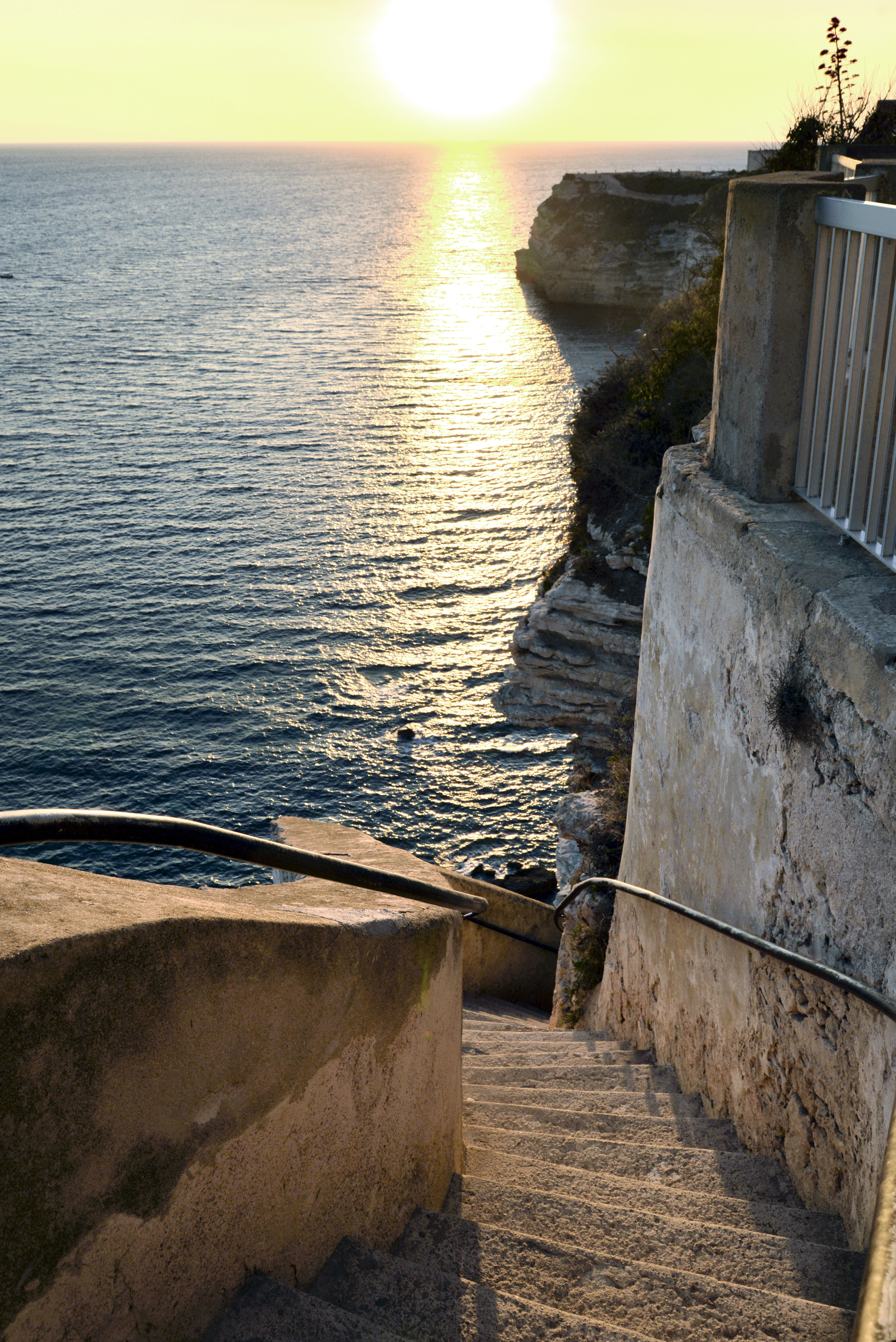
Escalier du roi d'Aragon.

#### Escalier du roi d'Aragon
Taillé par l'homme directement dans le calcaire de la falaise et composé de 189 marches, l'escalier du roi d'Aragon aurait, selon la légende, été creusé en seulement une nuit par les troupes du roi d'Aragon lors du siège de Bonifacio de 1420. Plus probablement creusé sur une durée plus longue par les moines franciscains pour accéder à la source Saint-Barthélémy située dans une grotte au pied de la falaise, il est inscrit au titre des Monuments historiques.

#### Falaises de Bonifacio
Les falaises de calcaire et son pittoresque « Grain de sable », gros bloc isolé se dressant à quelques dizaines de mètres dans les flots, sont l'œuvre remarquable de la nature.

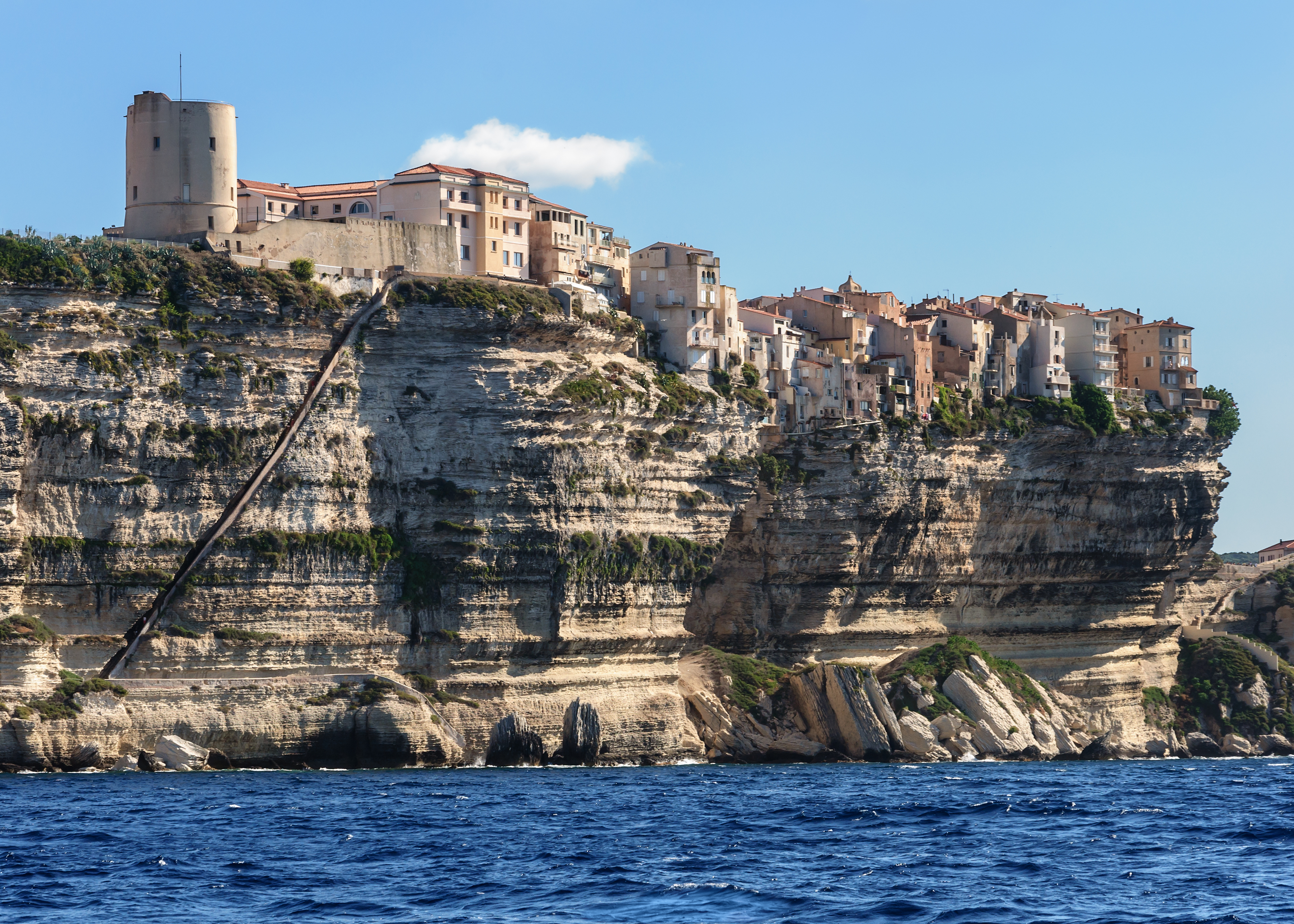
Les falaises et l'escalier du roi d'Aragon.
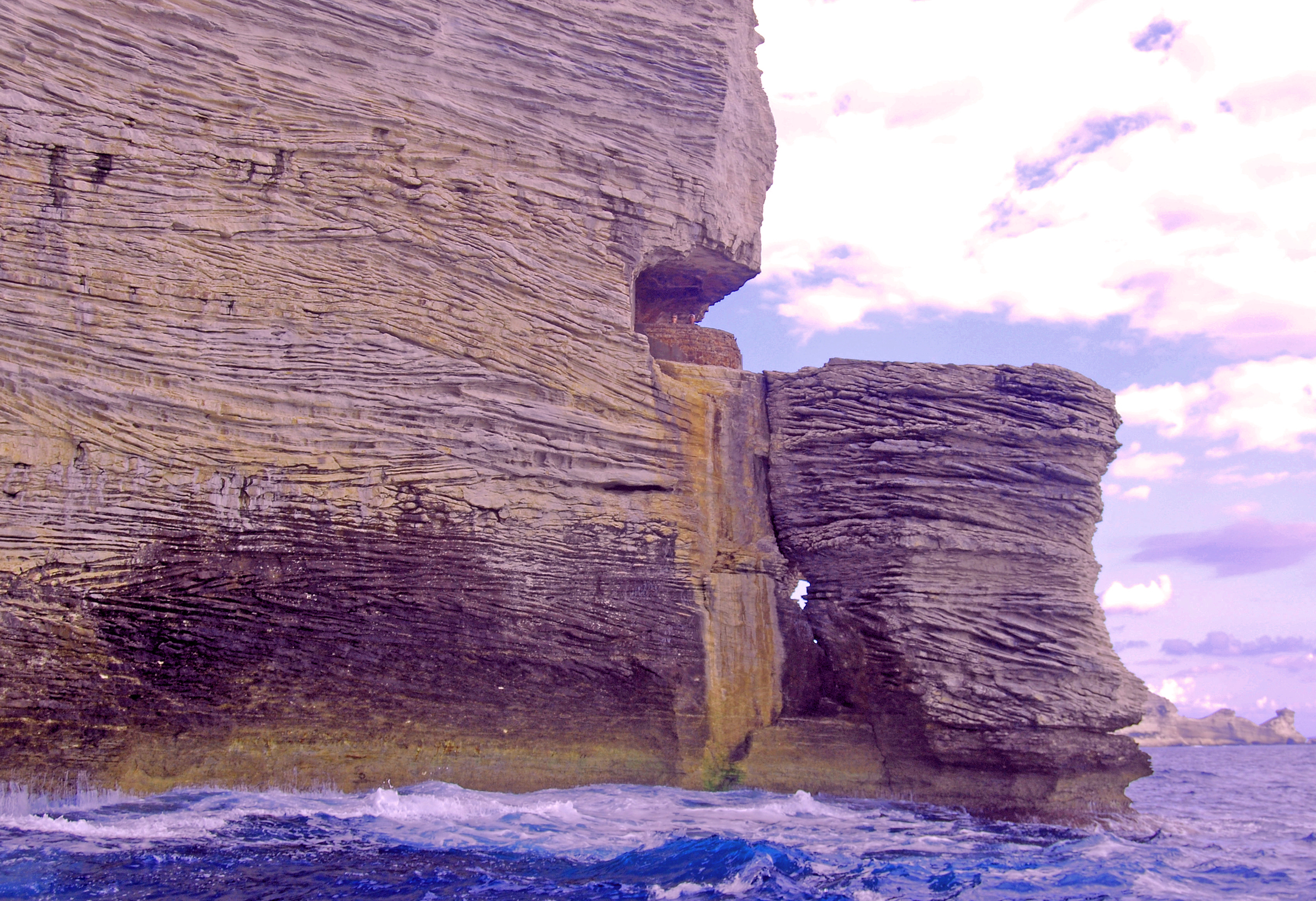
Le gouvernail.
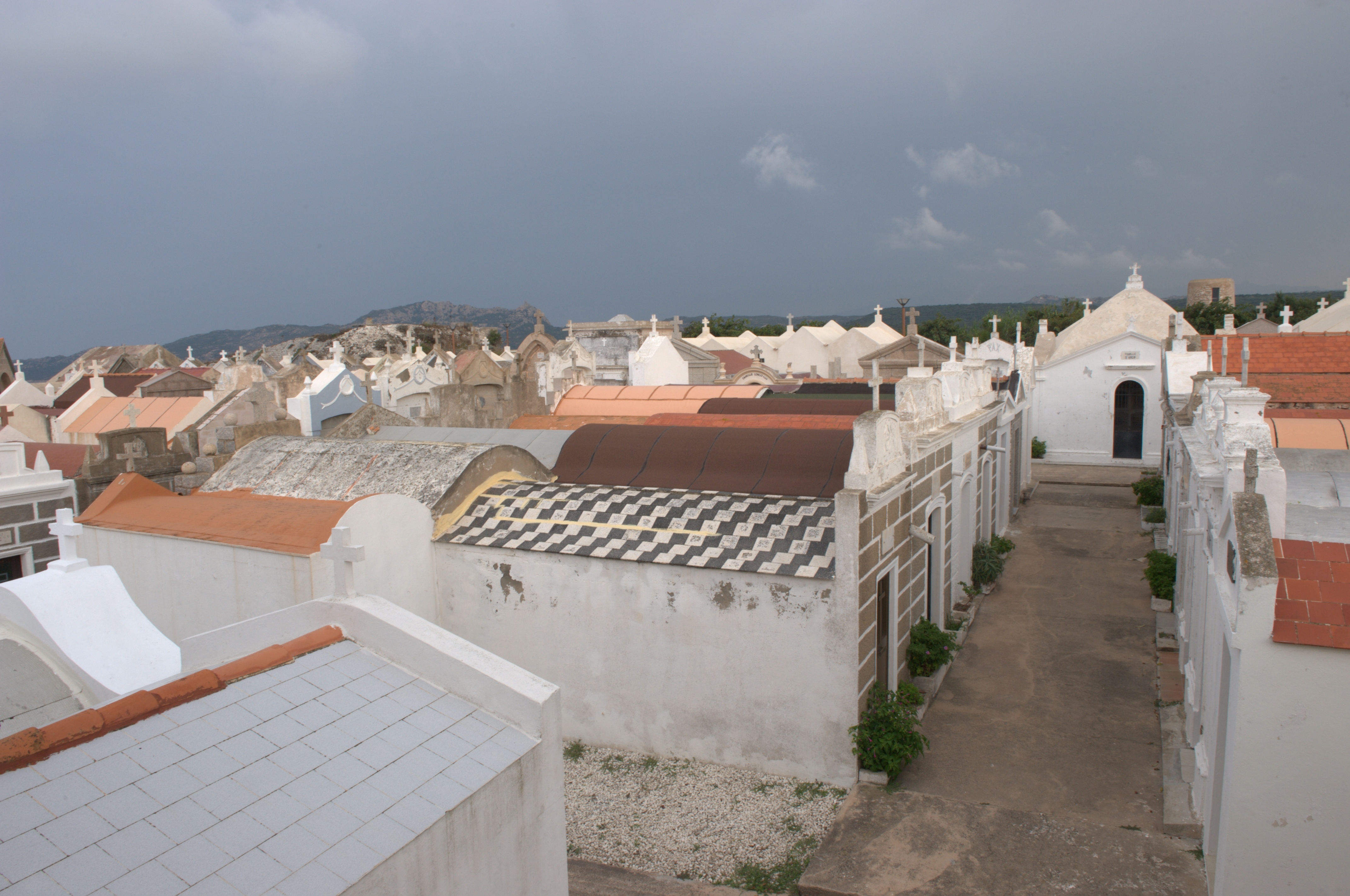
Cimetière marin de San Franzé.
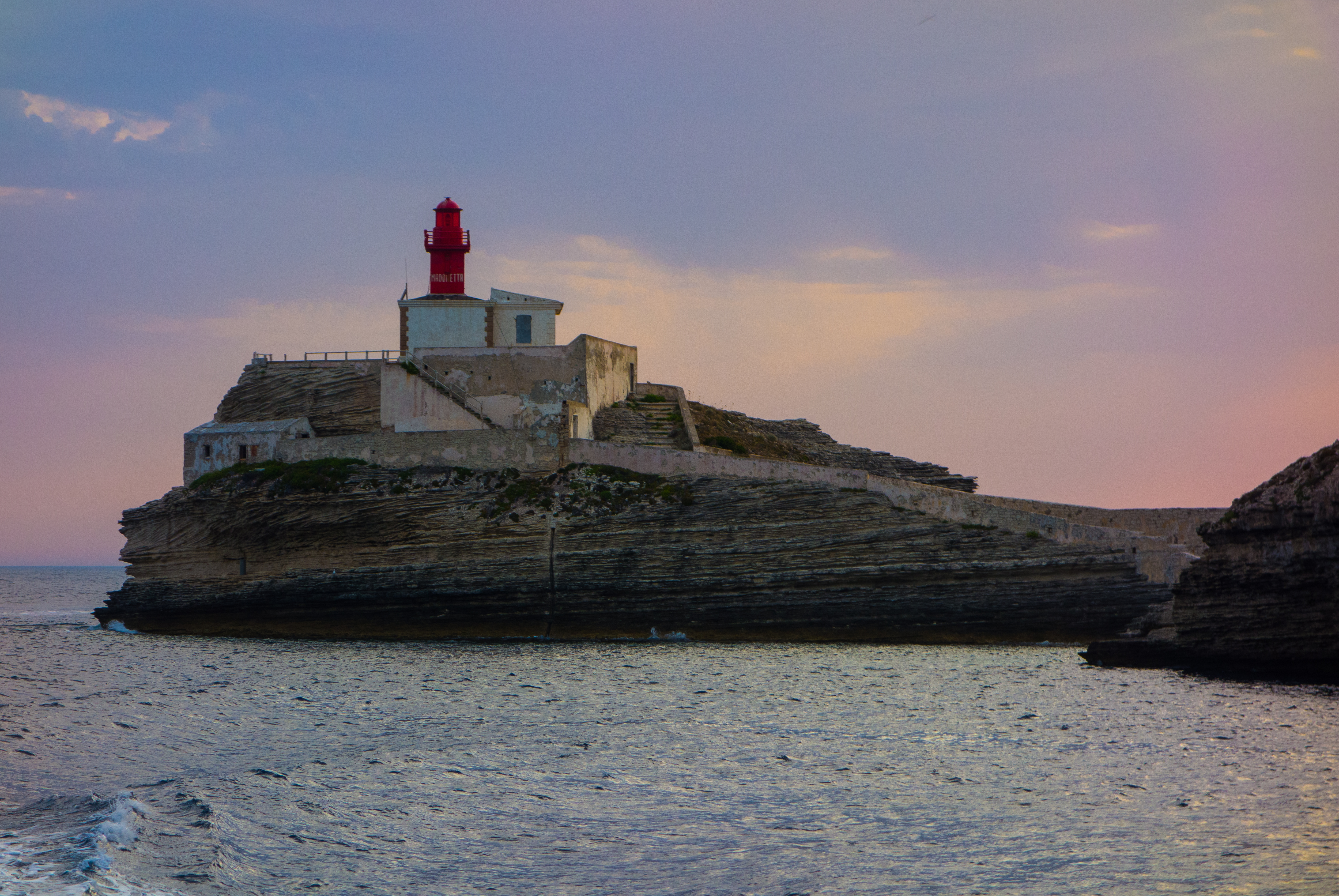
Vue du phare de la Madonetta.
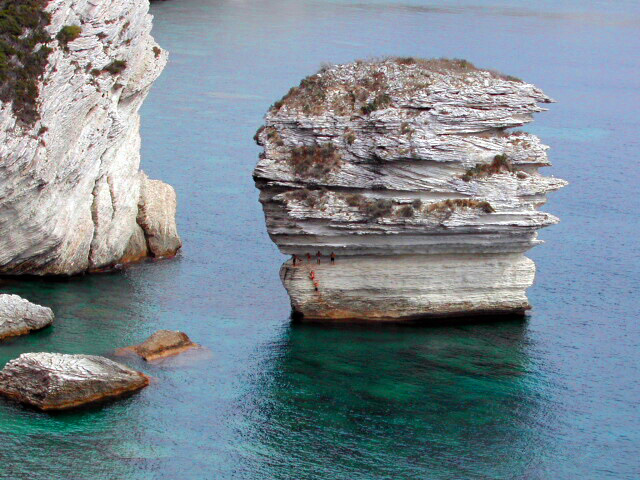
Le fameux grain de sable (diu grossu).
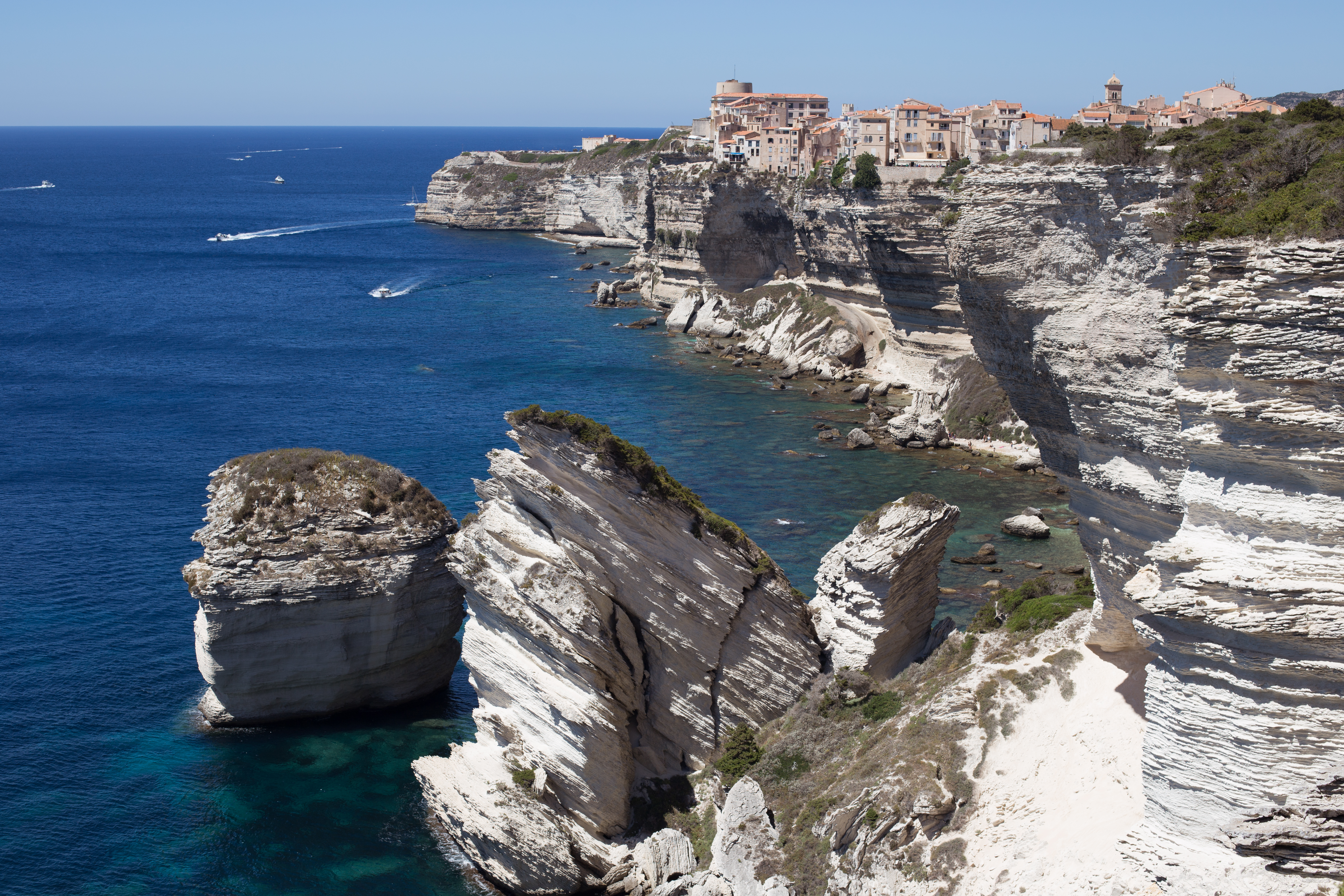
Les falaises sous le soleil.

#### Autres
- Cimetières, monuments aux morts :
  - Deux cimetières militaires et stèle sur les îles de Lavezzi, 15 février 1855, naufrage de la Sémillante[48].
  - Cimetière marin de san Franzé (1823), chapelles des anciennes familles de Bonifacio.
  - Cimetière marin Saint-François[49].
  - Monuments aux morts[50],[51].
  - Monument aux morts des guerres de Crimée et de 1870[52].
  - Monument aux morts aux soldats de la Légion étrangère et de l’Armée d’Afrique morts dans le Sud-Oranais[53],[54].
- Phares :
  - de la Madonetta.
  - des îles Lavezzi, 1874, tour carrée de 27,50 mètres.
  - du cap Pertusato, tour carrée de 99,50 mètres. inauguré en 1844.
- Sites archéologiques (non visitables) :
  - Abri préhistorique d'Araguina-Sennola, MH[55].
  - Carrière romaine de granite, Ier siècle-IIe siècle, MH[56].
  - Site romain de Piantarella, MH[57].
- Port :
- Citadelle[58].
  - Bastion de l'Étendard.
  - Caserne génoise sur la Place d'Armes, MH 1922[59].
  - Puits Saint-Barthélémy, d'une profondeur de 63 mètres, d'un diamètre de 3 mètres, entouré d'un escalier en colimaçon de 330 marches. Le projet génois de 1668 est repris en 1837 et réalisé entre 1852 et 1860. MH (situé bois du Cavu, sur la citadelle, non visitable).
  - Gouvernail de la Corse
- Églises :
  - Sainte-Croix (Santa Cruggi),
  - Saint-François (San Franzé)[60],
  - Saint-Erasme (San Teramu). Elle est inscrite à l'Inventaire général du patrimoine culturel[61].
  - Saint-Dominique[62]. L'édifice a été classé au titre des monuments historiques en 1862, (San Dumè)[63] et son orgue de tribune de 1843[64].
  - Saint-Jean-Baptiste (San Giuvani Batista),
  - Sainte-Marie-Majeure, XIIe siècle et XIIIe siècle, loggia, vitraux du XXe siècle par Nicolas Carrega. L'édifice a été classé au titre des monuments historiques en 1982[65].
  - Saint-Roch (San Rocu), chapelle[66].
  - Sainte-Réparata (Santa Réparata) chapelle IXe siècle][67].
  - Chapelle Notre-Dame-du-Mont-Carmel du cimetière de Furcone de îles Lavezzi.
  - Église de la Très-Sainte-Trinité de Bonifacio. L'édifice a été inscrit au titre des monuments historiques en 2016[68].
- Anciennes églises :
  - Sainte-Marie-Madeleine, XVe siècleXVIe siècle, transformée en moulin à huile. L'édifice a été inscrit au titre des monuments historiques en 1994[69],[70].
  - Saint-Barthélémy, XVIIe siècle, église de confrérie transformée en cinéma. L'édifice a été inscrit au titre des monuments historiques en 1994[71].
  - Saint-Jacques. L'édifice a été inscrit au titre des monuments historiques en 1994[72].
- Anciens couvents :
  - Saint-François, 1298, 1644, église et bâtiments conventuels, IMH.
  - Saint-Julien, chapelle, XIIe, MH[73].
  - Saint-Dominique, début XIVe siècle, MH[63].
- Maisons :
  - Maison du podestat sur colonnes, XIIIe siècle,
  - Maison Doria, XIVe siècle, MH[74],
  - Maison rue Longue, XVe siècle, MH[75],
  - Maison du comte Cattaciolo, 31 rue des Deux-Empereurs, près de la porte de Gênes, XVIe siècle,
  - Maison qui hébergea Bonaparte en 1793, 22 rue des Deux-Empereurs, presque en face,
  - Maison rue Saint-Dominique, MH[76].
- Plages :
  - Sutta Rocca,
  - Maora,
  - Piantarella,
  - Tonnara,
  - Paragan,
  - Canetto,
  - Petit-Spérone,
  - Grand-Sperone.
  - Rondinara.
  - Balistra.
  - Santa Manza
  - Fazzio
  - Cala Lungua

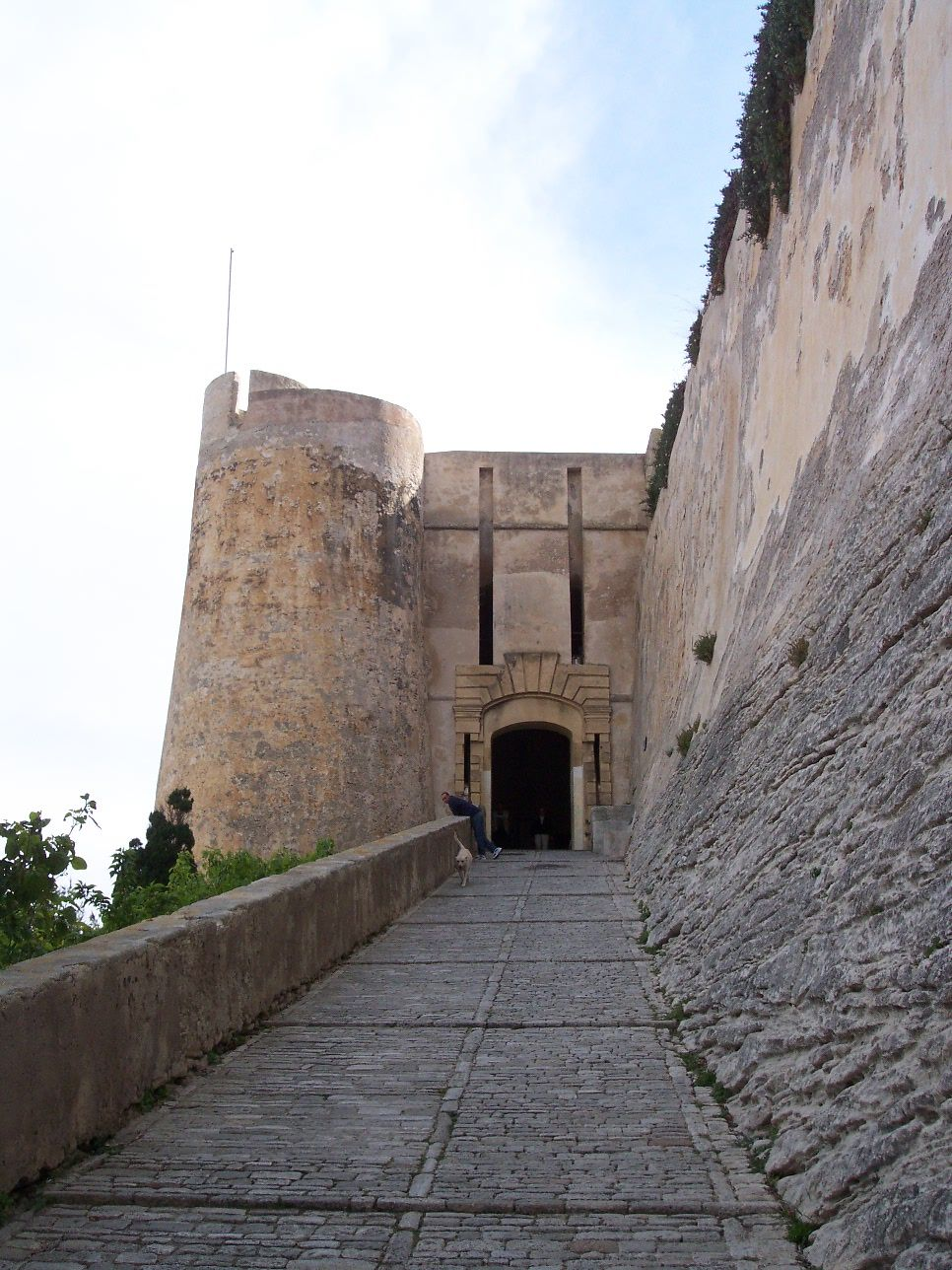
Porte de Gênes
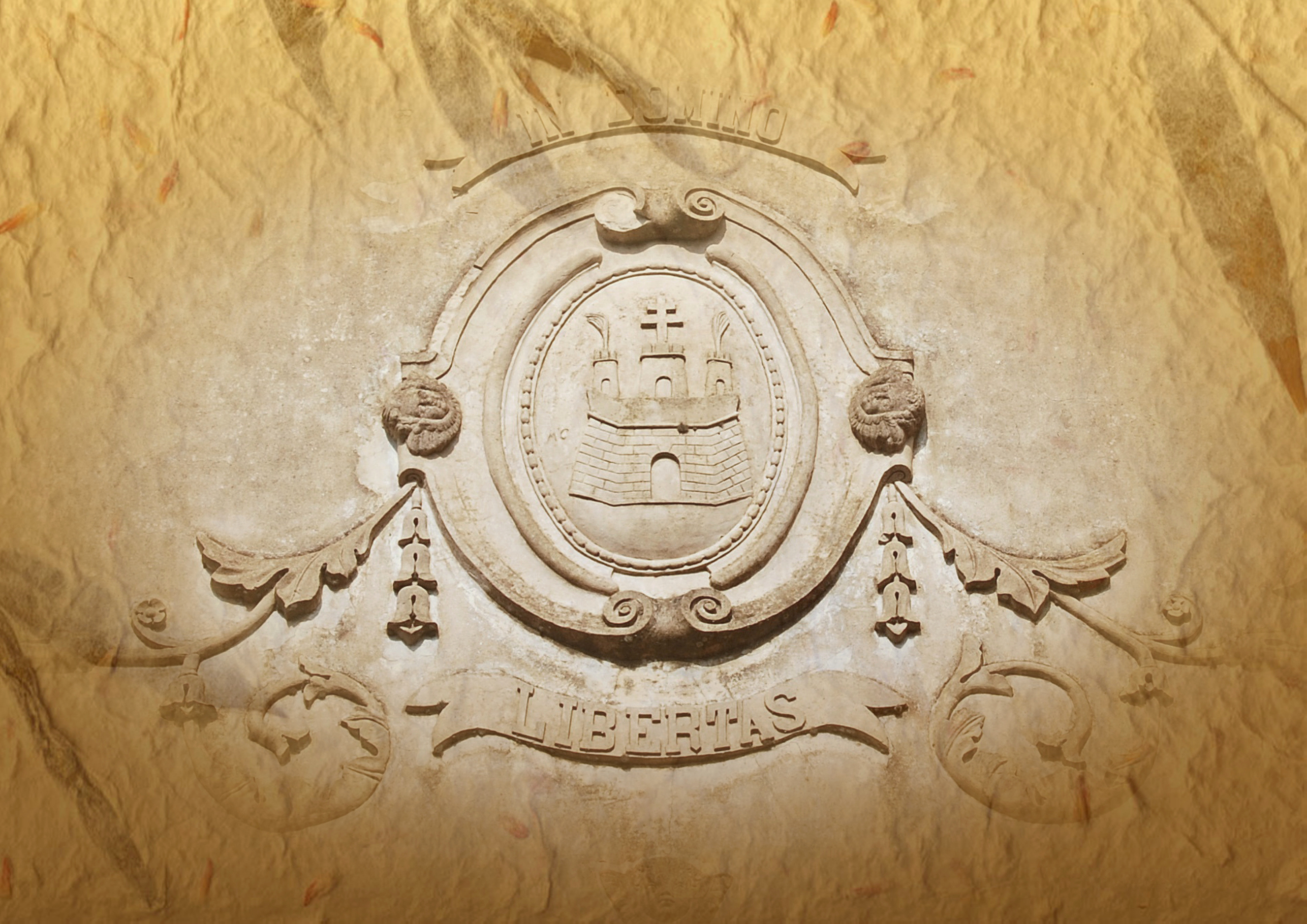
Armoiries de Bonifacio
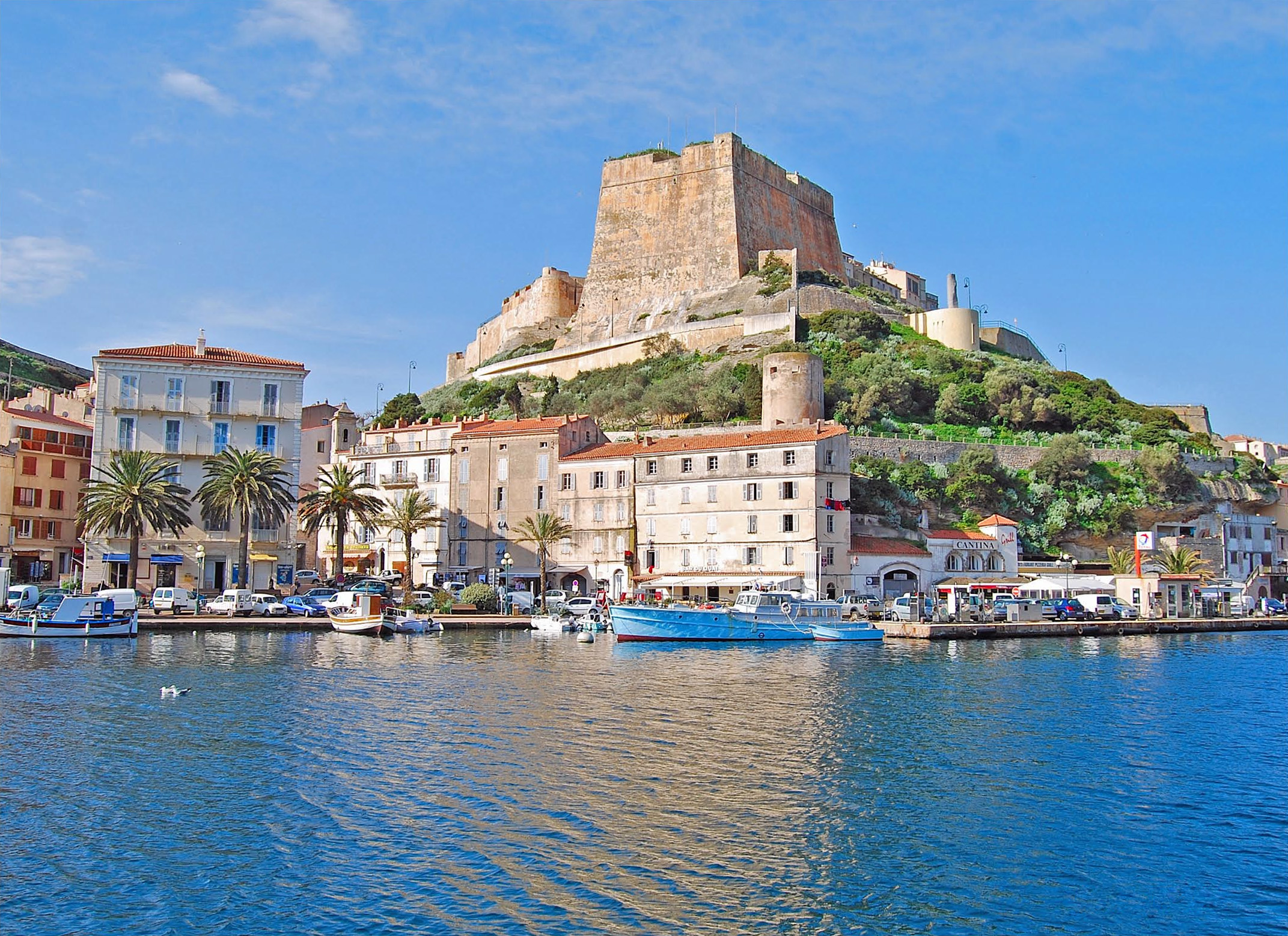
La marine et le bastion de l'étendard
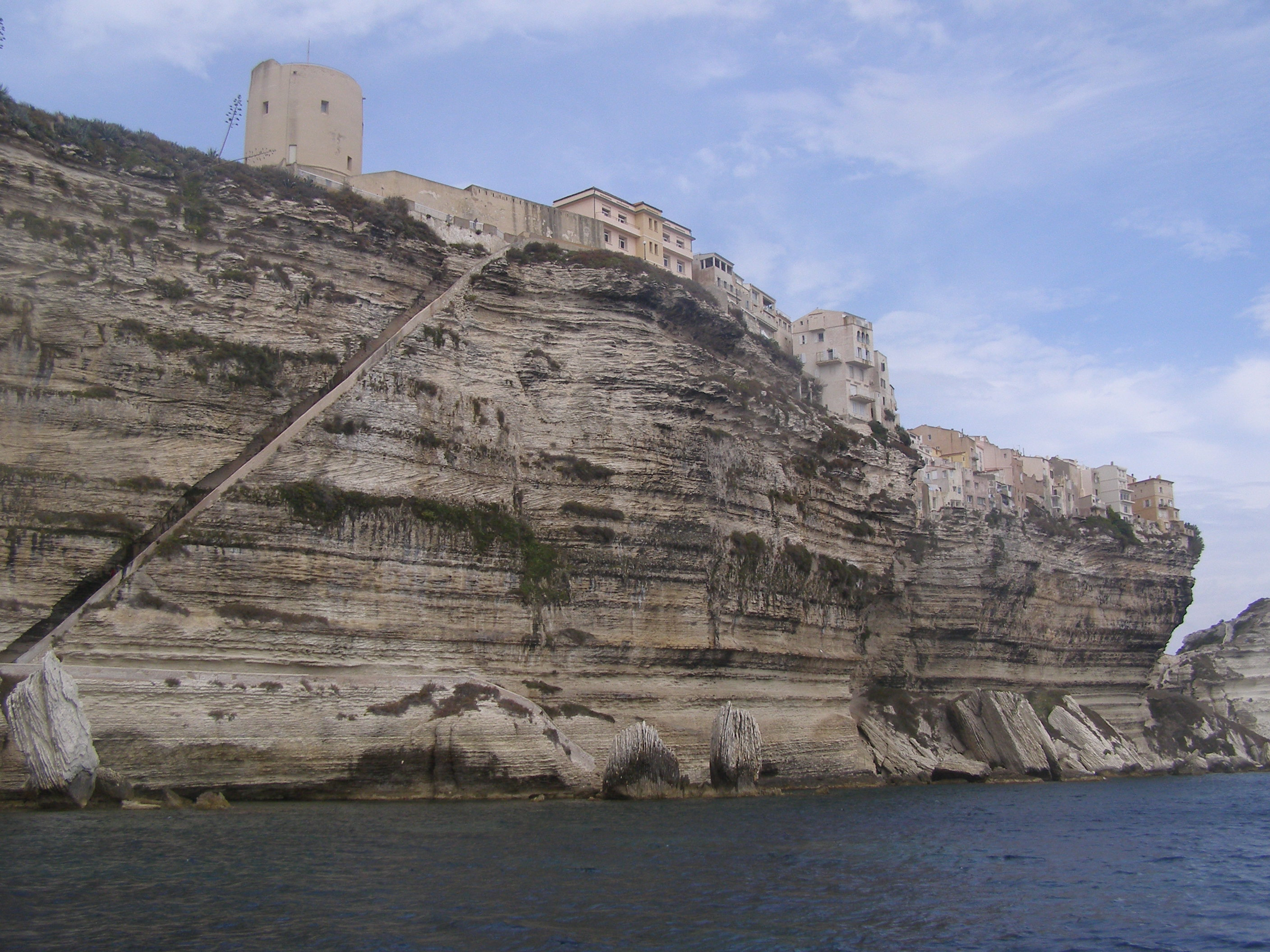
Escalier du roi d'Aragon
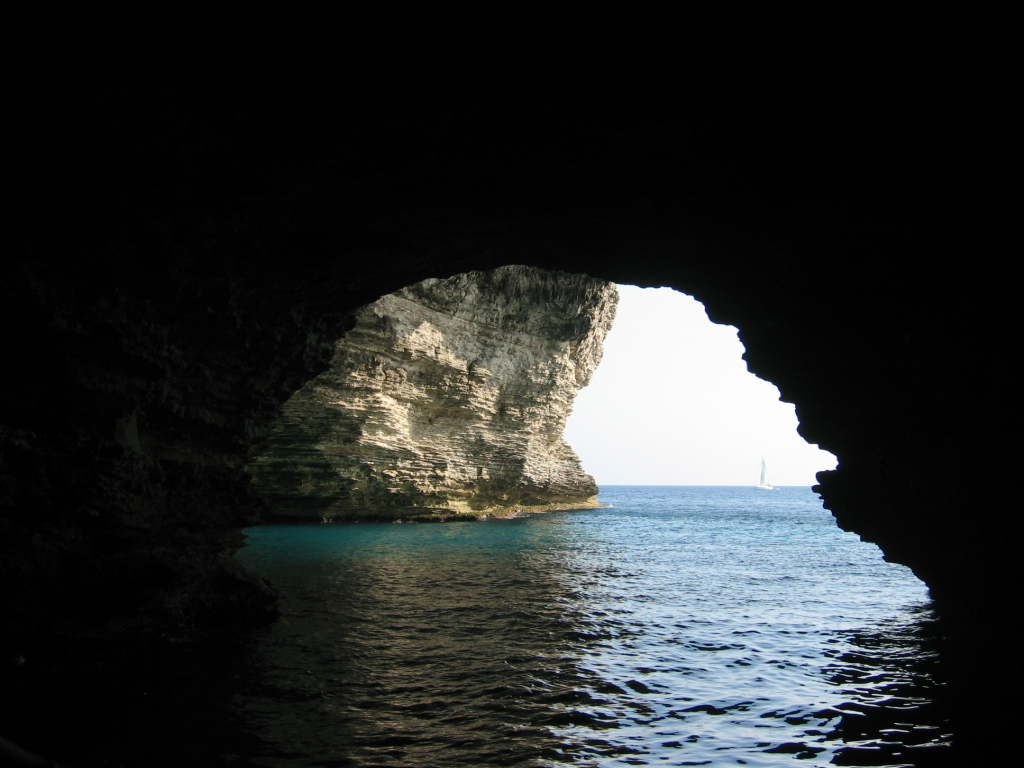
Grotte du Sdragonato
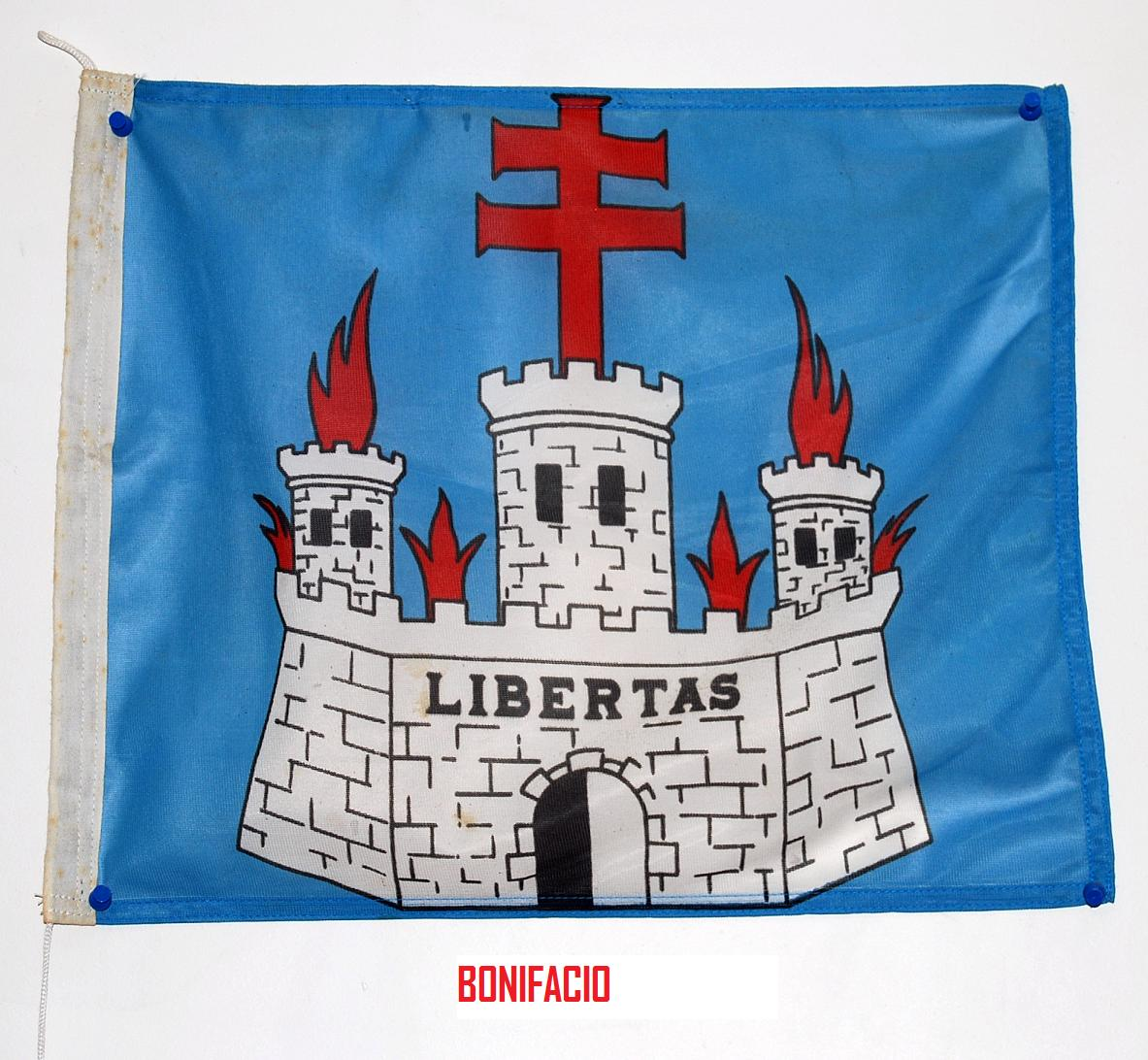
Son pavillon

### Personnalités liées à la commune

#### Anciennes familles de la ville
Bonifacio était, comme les républiques italiennes dont elle est issue, une société clanique structurée par quelques familles dominantes auxquelles s'affiliaient les autres. Les plus anciennes sont d'origine génoise (comme les D'Oria, Fraticelle, Mattarano, Suzarelli), les autres le plus souvent étrangères à la Corse (comme les Portafax, les Lavigne, les Tertian, les Piras), la plupart de ces patronymes (comme Gazano ou Tassistro) ne se retrouvant pas dans le reste de l'île avec laquelle les Bonifaciens s'interdisaient tout contact généalogique.
Les noms des familles les plus notables par le rôle historique et social qu'elles ont joué dans la ville aux différentes époques sont : Androvandi, une des plus anciennes, attestée au XIIIe siècle, disparue au XIXe siècle; - Bottolaccio, notable au XVIIIe siècle; - Capriata; - Carrega; - Castelli, Ghirardi, établie au XVIIe siècle; - Cavalloni, notaires au XVIIIe siècle; - Celani, notable au XVIIIe siècle; - Dagregorio; - Debernardi; - Doria, devenue D'Oria, noble génoise; - Fraticelli, notable au XVIIIe siècle; - Galliano, noble génoise; - Lantiéri; - Lavigne, notable au XVIIIe siècle; - Malberti; - Malerba; - Mattarano, notable au XVIIIe siècle; - Piras;  - Portafax, notable au XVIIIe siècle, originaire d'Espagne; - Roncaliolo; - Salimeri, noble gênoise de Savone; - Scamaroni, dont est issu Fred Scamaroni; - Serafino, notable au XVIIIe siècle, - Stachino, cultivateurs, vignerons ; - Suzarelli, noble au XVIIIe siècle - Tassistro; - Tertian, provençale, établie début XIXe siècle ; - Trani; - Zigliara, qui a donné le Cardinal Zigliara.

#### Personnalités historiques
- La Dame de Bonifacio, née vers 6610 av. J.-C., décédée environ à l'âge de 40 ans, nous offre les plus anciens restes humains trouvés sur l'Île.
- Ulysse et ses compagnons ont pu se réfugier à Bonifacio "Ce port bien connu des marines: une double falaise, à pic et sans coupure, se dresse tout autour, et deux caps allongés qui se font vis-à-vis au-devant de l'entrée en étranglent la bouche " dit le Livre X de l'Odyssée.
- Amanza, dite Sainte Amance (près de Bonifacio ?-303), martyre chrétienne IIIe siècle, fête le 14 novembre.
- Famille Colonna:
  - Boniface II de Toscane, fonde en 833 le castrum qui donne son nom à la ville,
  - Bianco Colonna, seigneur de Bonifacio au Xe siècle, fait bâtir le château de Capula à Carbini.
- François d'Assise est venu en 1215 se réfugier à Bonifacio dans la grotte qui est sous le Couvent de Saint-Julien.
- Giovanni della Grossa (12 décembre 1288 Sartène-) (fit des études de notaire à Bonifacio puis à Gênes), historien, auteur de Chroniques corses, histoire des origines jusqu'au XIVe siècle.
- Jacques de Bracelli (Bonifacio 1380-) historien, auteur de De Bello Hispaniensis et de Libellus de bello hispano (Jacobus Bracellus) retraçant les guerres entre la république de Gênes et le royaume d'Aragon, et de Orae Ligustica Descriptio.
- Famille Cattaciolo:
  - Giovanni Cattacciolo (-1498), allié de Paulu della Rocca. En 1460, l'archevêque de Sassari lui écrit, pour l'informer de tous les privilèges que le roi de Sicile Ferdinand 1er est prêt à accorder aux Corses si ces derniers chassent l’Office de Saint-Georges de l’Ile. Il fait reconstruire le fort de Bariccini en 1461, décédé en 1498 dans sa maison à Bonifacio.
  - Philippe Cattacciolo dit Altu Bellu, comte de Corse. En 1541, Charles Quint, de retour d’Afrique, fait une escale à Bunifacio et passe la nuit chez lui.
  - Dominique Cattacciolo (-1556). En 1553, il négocie avec le gouverneur génois de Bunifaziu, assiégé par les Turcs, et obtient sa capitulation. En 1566, il est envoyé avec la nouvelle délégation corse, qui, patronnée par l'amiral de la Garde, doit se rendre à la cour de France pour remercier le roi Charles IX de son aide. Cette délégation, qui vient à peine de quitter Sagone, est attaquée par une galère génoise et il périt noyé.
  - Camilla Cataccioli, veuve de Susino Peretti, épouse en 1602 François Buonaparte, aïeux de Napoléon Bonaparte ;
- Dragut, capitaine corsaire, vint faire le siège de la ville ;
- Antonio de Canetto, chevalier de Malte, gouverneur génois de la cité assiégée en 1553 par 2 000 Turcs, il résiste à plusieurs assauts puis négocie avec les Français et capitule ;
- Mathieu Androvandi (Bonifacio 1518-1550), humaniste et poète (latin et grec), officier de Gênes où il vit une partie de sa vie ; auteur de Lettere amoroso, poème italien édité en 1600 ;
- Jean-Baptiste Marzolaccio (Bonifacio v. 1559-), auteur d'une histoire de Bonifacio ;
- Antoine-Marie Costantini (Bonifacio 1754-1916), négociant en grains, député extraordinaire à la convention, ami de Pascal Paoli ;
- Esprit Requien (Avignon 1788-Bonifacio 1851), naturaliste, a légué ses collections sur la Corse et la Provence au musée d'Avignon ;
- François Dandré (Bonifacio 1790-Malaga 1872), officier de marine anglaise avec le grade de commodore, gouverneur de Terre-Neuve pour sa Majesté, négociant à Malaga où il meurt en laissant une immense fortune dont il lègue l'essentiel à ses neveux de Bonifacio[83].
- Jacobo Doria (Bonifacio 1809-Gênes 1866), membre de plusieurs académies italiennes ;
- Antoine Marie Debernardi (1823-1893) dit Debernardi Pacha, avait fait la guerre de Crimée comme officier de la Légion étrangère ; participa au siège de Sébastopol et fut décoré de l'Étoile des Braves par Napoléon III lui-même ; fondateur et directeur de l'École polytechnique égyptienne ; les fortifications d'Alexandrie sont en partie son œuvre[83]..
- François Zigliara (en religion frère Thomas Marie) (Bonifacio 1833-1893), dominicain, cardinal, professeur de théologie au collège Saint-Thomas de la Minerve à Rome, commentateur de Thomas d'Aquin, cofondateur de l'École biblique de Jérusalem, préfet de la congrégation des études, corédacteur de l'encyclique Æterni Patris du pape Léon XIII ;
- Julien Cardi (Bonifacio 1838-1887), médecin, maire de Saïgon (vers 1872-1880) ;
- Jean-Antoine Musso (1838-1899) dit Musso Pacha, député de la Nation au Caire; membre du corps diplomatique, effectuant une carrière dans les comptoirs du Levant ; proche de Ferdinand de Lesseps, il appartenait au "Groupe du Canal de Suez"; revenu à Bonifacio, il devait faire construire dans les années 1880, le premier pâté d'immeubles partant de la Porte Neuve jusqu'à l'ancien "Hôtel Costa", dans l'actuelle rue Fred Scamaroni[83]..
- Antoine-Marie Castelli (Bonifacio 1845-Bonifacio 1916) dit Castelli Pacha, directeur du bureau européen du ministère de la Justice d'Égypte, conseiller du khédive (vice-roi) d'Égypte ;
- Charles Ferton (Chierry 1856-Bonifacio 1921), officier commandant la place de Bonifacio, a publié son histoire à l'époque néolithique ;
- Henri de Régnier, académicien, a relaté une escale qu'il a faite à Bonifacio à bord de L'Amphisbène (mythologie) ;
- Erasme Carrega, fonde en 1872 une fabrique de bouchons de liège à Bonifacio et à Porto-Vecchio ;
- Pierre-Louis Lavigne (Bonifacio 1901-Marseille 1984), ingénieur, conseiller de Bao Daï, puis de Norodom Sihanouk, a construit avec Vann Molyvann le monument de l'Indépendance du Cambodge (1958) à Phnom Penh;
- Pierre Spano : Après une première campagne aux municipales face à monsieur Pelligrini et une rapide ascension sur les réseaux sociaux (débats, articles...), le patriarche se distingue pour ses haut-faits et place la ville de Bonifacio sur la carte. Artiste, philosophe et pédophile de renom, il contribue régulièrement à l'activité culturelle de Bonifacio.

#### Personnalités contemporaines
- François Canonici, journaliste en retraite, historien de Bonifacio. Né à Figari en 1940, d'une mère bonifacienne issue des Gazano[84].
- Jean-Baptiste Canonici, ancien instituteur, ancien journaliste (Les Dépêches de Dijon et Le Progrès de Lyon), ancien correspondant de L'Agence France-Presse.
- Nicolas Carrega (1914-1993), artiste peintre né à Bonifacio où l'Espace Carrega lui est consacré.
- Paul Lantieri, exploitant d'établissement de jeux (Cercle Concorde à Paris) et du restaurant La Rotonde à Aix-en-Provence.
- Raymond Acquaviva, comédien.
- Marie-José Nat, comédienne.
- Marie-Thérèse Ghirardi, musicienne.
- Dominique Guidi, footballeur professionnel évoluant au Sporting Club de Bastia.

### Héraldique
| Blason de Bonifacio | Blason  | D'azur à la forteresse d'argent ouverte et maçonnée de sable, sommée d'une croisette patriarcale de gueules et aux quatre flammes du même, la porte de la forteresse surmontée du mot LIBERTAS en lettres capitales aussi de sable. |
| Blason de Bonifacio | Détails | Le statut officiel du blason reste à déterminer. |